# Автомобильная промышленность Украины
Автомобильная промышленность Украины — отрасль машиностроения Украины по разработке и производству всех видов автотранспортных средств и городского электротранспорта.
В прошлом ежегодное производство автомобилей в УССР составляло более 200 тыс. в год (2-е место в СССР после РСФСР и условно 12-е место в Европе) и до более 400 тысяч в постсоветской Украине (2-е место на постсоветском пространстве после автопрома России и 11-е место в Европе среди стран, производящих автотранспортные средства), однако к 2015-2016 годам выпуск автомобильной техники резко упал до нескольких тысяч в год (4-е место в СНГ и 21-е в Европе). По состоянию на 2021 год на Украине функционировало 7 автомобильных заводов. В 2022 году заводы «Богдан» и «ЛуАЗ» начали процедуру банкротства.

## История

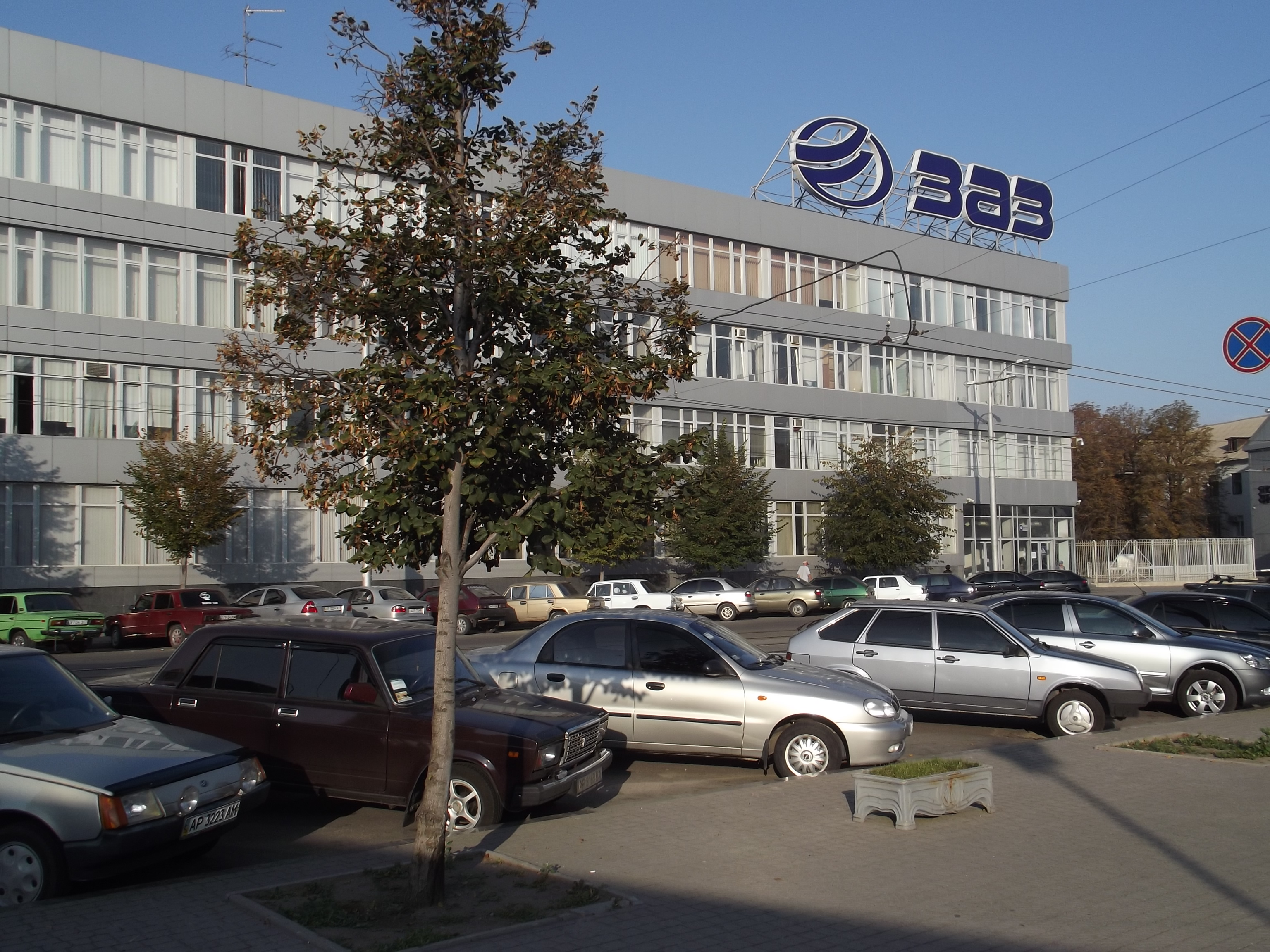
Запорожский автомобильный завод

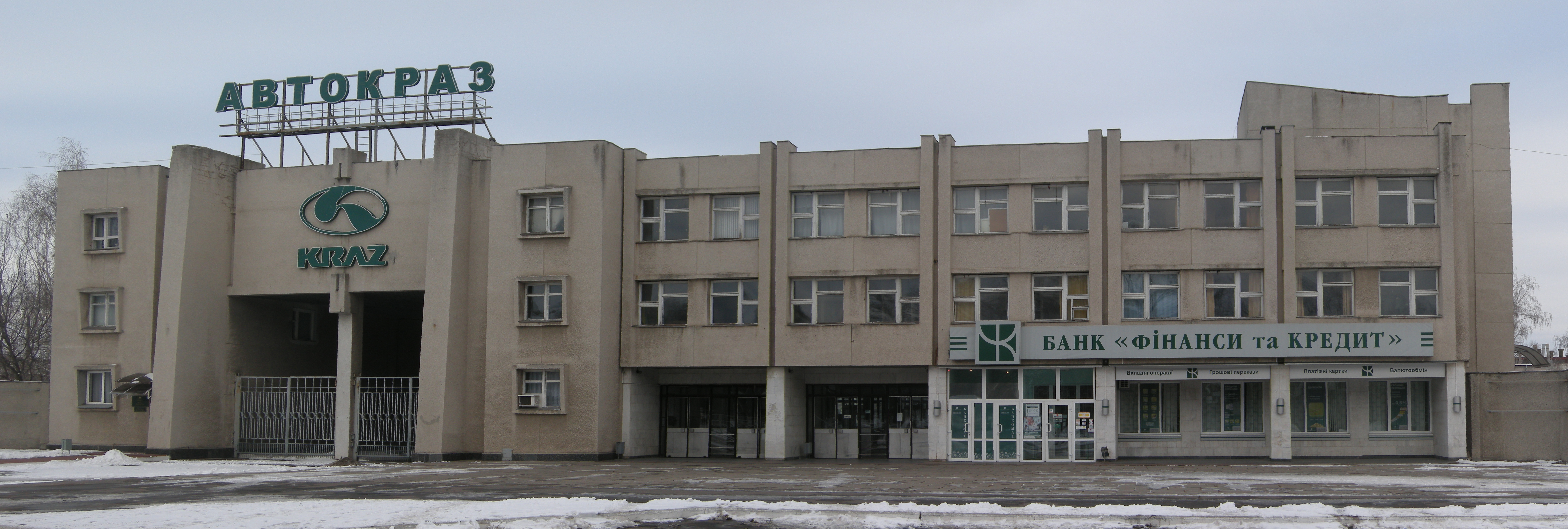
КрАЗ — крупнейший производитель грузовых автомобилей на Украине

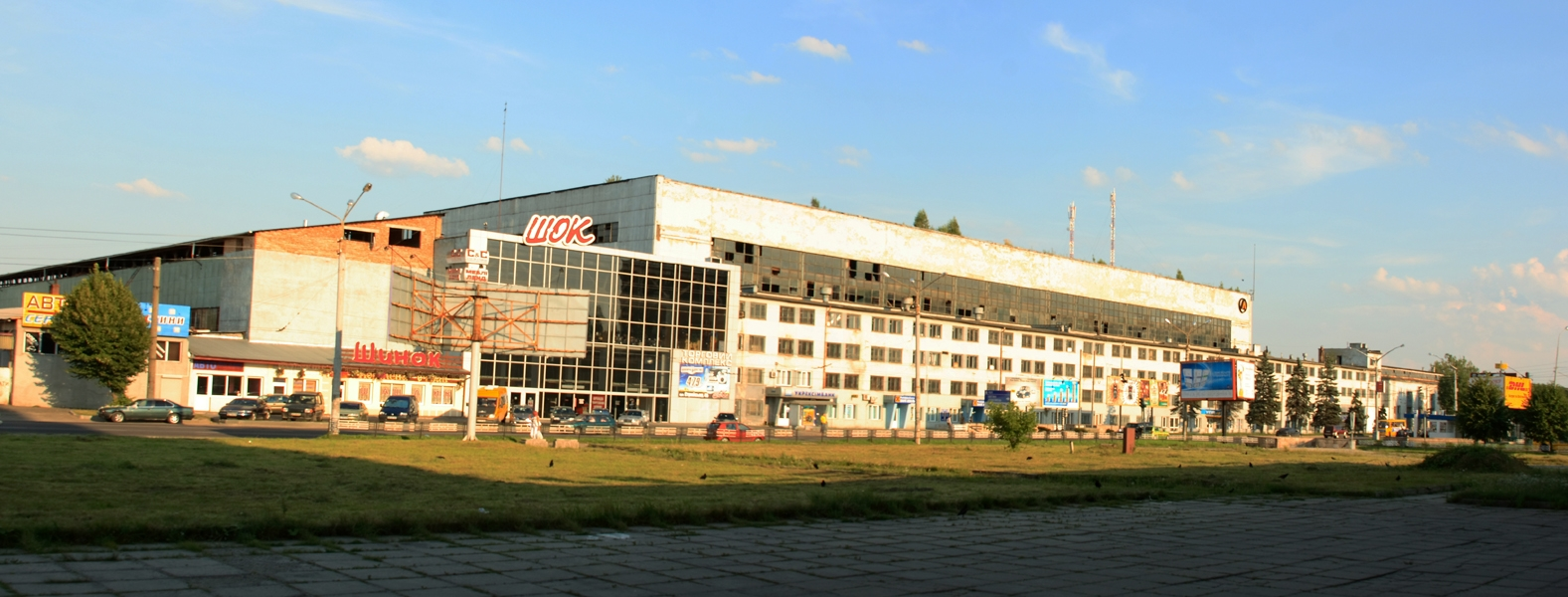
Львовский автозавод

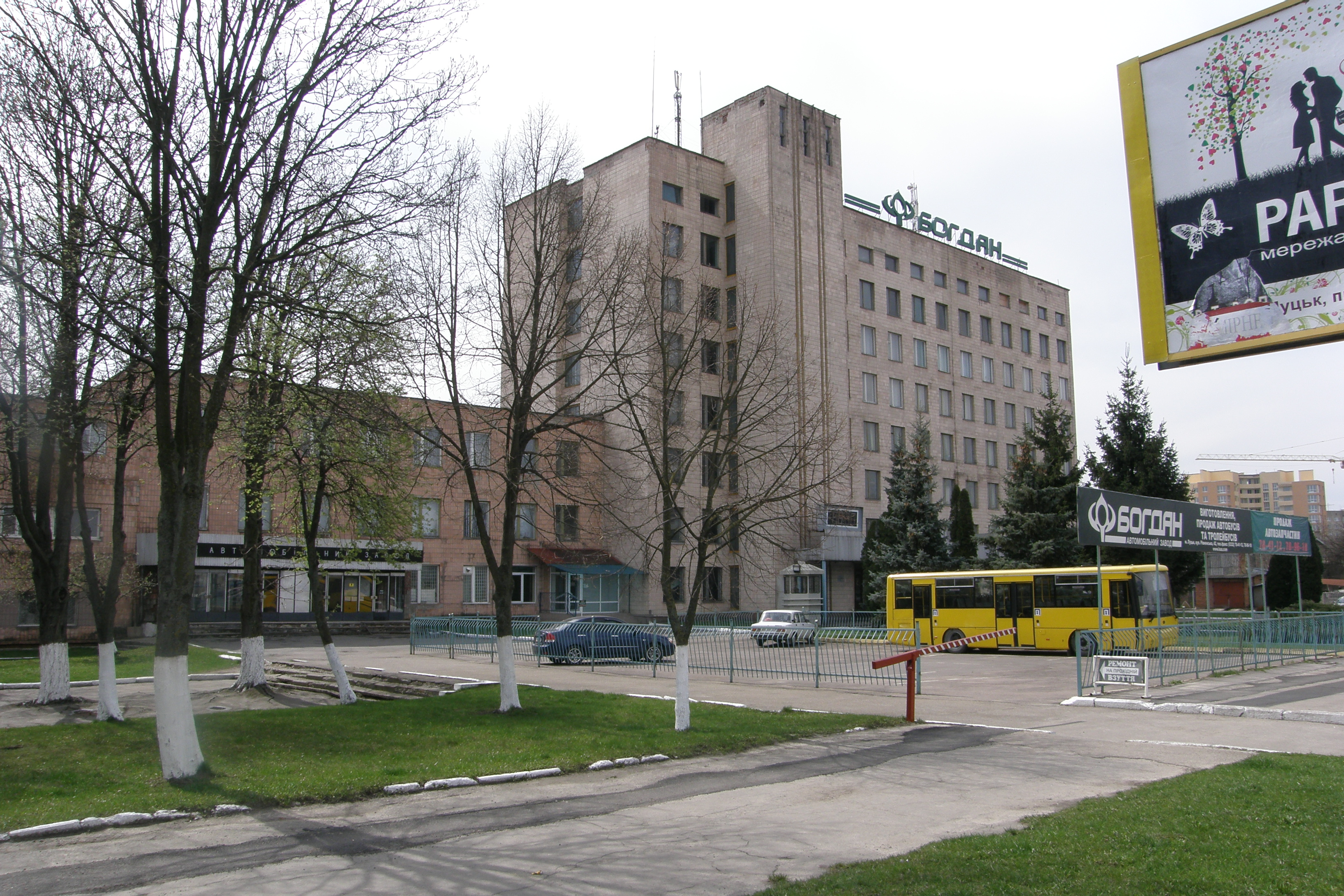
ЛуАЗ — единственный производитель легких джипов в СССР

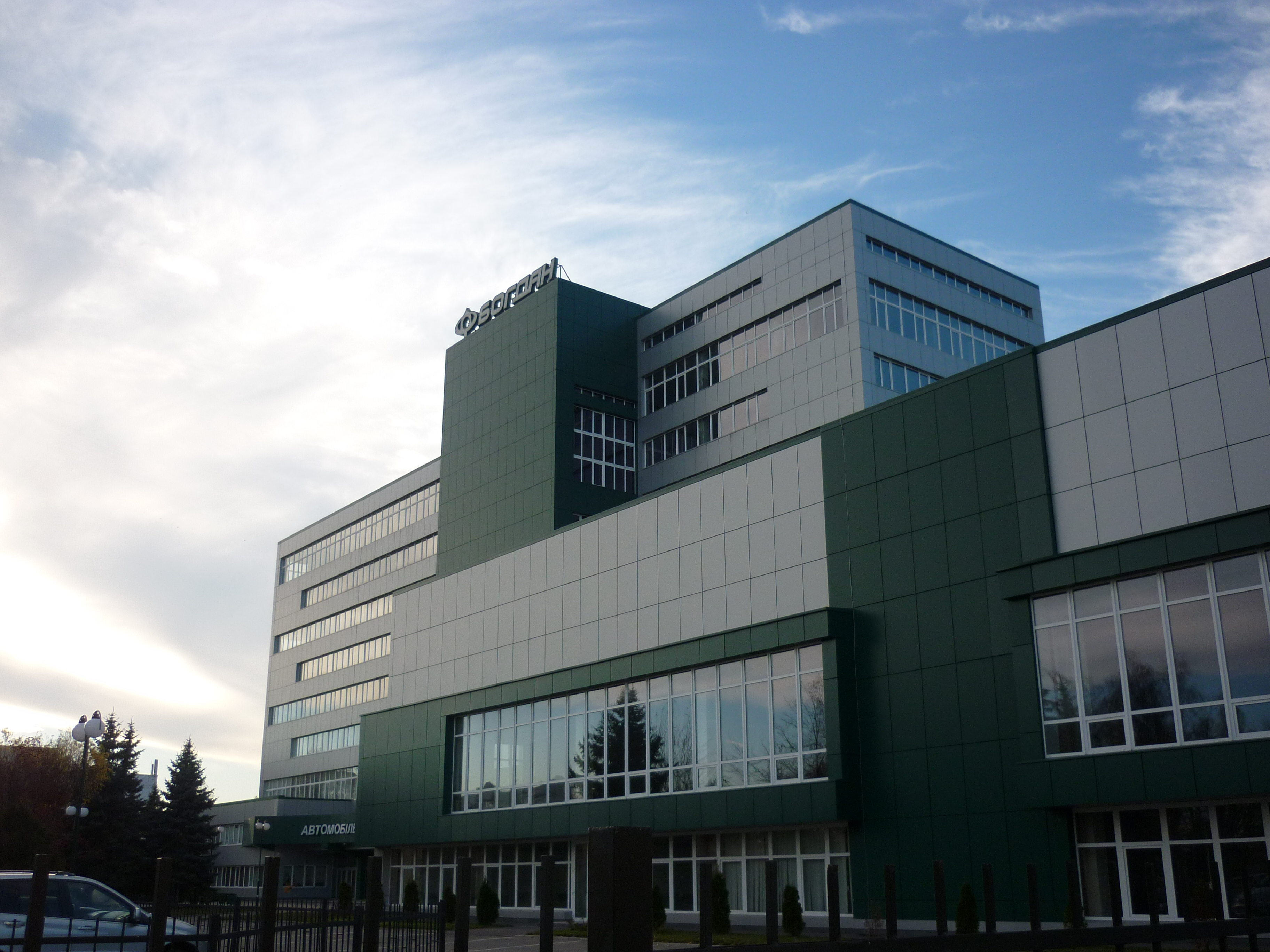
Завод Богдан

### УССР
Одной из первых попыток наладить производство автомобилей в Украинской ССР был Харьковский автосборочный завод (ХАСЗ), на котором с 1929 по 1931 годы собирали американские автомобили Ford, а позже планировали производство 4-тонных грузовых автомобилей У-4 "Украина", которые были разработаны на основе итальянских грузовиков фирмы Lancia. К 7 ноября 1931 года было построено два таких автомобиля. Однако их производство так и не было начато.
В УССР к 1960-м годам существовало 4 крупнейших автомобилестроительных предприятия: Запорожский (ЗАЗ) и Луцкий (ЛуАЗ) автозаводы легковых автомобилей, Кременчугский (КрАЗ) автозавод грузовых автомобилей и Львовский (ЛАЗ) автозавод автобусов. Промышленная политика СССР предусматривала специализацию по производству разных типов и классов автомобилей по союзным республикам и странам социалистического лагеря. УССР отводилась роль единственного производителя микролитражных легковых автомобилей (ЗАЗ) и джипов (ЛуАЗ), трёхосных капотных большегрузных грузовиков (КрАЗ) и автобусов среднего класса (ЛАЗ). При этом была очень развита производственная кооперация с получением большой доли комплектующих в основном из РСФСР.

### 1990-е годы
После распада СССР автопроизводство на Украине (в том числе на всех автозаводах) упало во много раз (с более 200 тыс. в конце 1980-х гг. до около 7 тыс. в конце 1990-х гг.).

### 2000-е годы
На рубеже 1990-х и 2000-х годов на ЗАЗе стало разворачиваться крупное и ориентированное в том числе и на экспорт производство легковых автомобилей корейского концерна Daewoo, которое, однако, было свёрнуто из-за банкротства концерна, а также появились новые автостроительные и автосборочные производства: разных автобусов и легковых автомобилей в Черкасах и Луцке («Богдан»); лёгких грузовиков, микроавтобусов и легковых автомобилей в Кременчуге; лёгких грузовиков и микроавтобусов в Симферополе, Лубнах (сборка российских «Газелей»); средних грузовиков и разных автобусов в Борисполе; разных автобусов в Чернигове и Харькове; легковых автомобилей в Ильичёвске, ныне Черноморске (сборка российской «Волги»), Ужгороде (сборка чешской «Шкоды» и немецкой «Ауди»), а также троллейбусов (после долгого перерыва) и трамваев (впервые в стране). Ряд автомобилестроительных предприятий стал частично или полностью принадлежать российским и другим иностранным автоконцернам и инвесторам и получил технологическое переоснащение. В период больших объёмов производства значительная часть выпуска экспортировалась (из них 95 % шло в Россию).
В 2008 году авторынок Украины достиг своего максимума. Тогда из примерно 623 тыс. проданных на Украине новых легковых автомобилей около 2/3 было произведено на автозаводах Украины.
Экономический кризис, начавшийся с осени 2008 года, привёл к резкому сокращению кредитования физических лиц на Украине, что снизило возможности населения Украины по покупке новых автомобилей. Также, в 2008 году Украина вступила во Всемирную торговую организацию, после чего на Украине были значительно снижены импортные пошлины на иномарки (с 25 до 10 %).

### 2010-е годы
В 2012 году Россия ввела утилизационный сбор на автомобили, что уменьшило привлекательность автомобилей производства Украины на российском рынке.
В 2014 году было подписано соглашение о зоне свободной торговли Украины с Евросоюзом, после чего Украина ввела экологический стандарт Евро-5. Следствием этого явилось прекращение производства на Украине марок автомобилей, которые не соответствовали новым нормам. Дополнительным фактором, способствовавшим снижению автомобильного производства на Украине, стал массовый нелегальный импорт автомобилей с иностранной регистрацией.
В результате, к 2018 году производство автотранспортных средств на Украине сократилось более чем в 50 раз по сравнению с показателями 10-летней давности. Так, в марте 2018 заводы страны выпустили 773 машины, в мае — 442, в 90 раз меньше по сравнению с аналогичным периодом 2008 года. Полномасштабное производство легковых автомобилей полностью прекратилось, весь выпуск легковых авто свёлся к крупноузловой сборке. 
Выпуск автобусов в мае 2018 года составил всего 63 штуки. 
Производственные мощности национального автопрома продолжают функционировать лишь на 2 % от своих возможностей.

### 2020-е годы
КрАЗ оставался единственным полноценно работавшим предприятием, доставшимся стране от советской автопромышленности, однако в 2020 году он обанкротился. В 2021 году на предприятии наметилось некоторое оживление производства.
В 2022 году заводы Богдан в Черкассах и ЛуАЗ в Луцке остановились и начали процедуру банкротства.

## Отрасли

### Грузовое автомобилестроение
Единственным производителем грузовых автомобилей на Украине является завод «АвтоКрАЗ» (Полтавская область).. Завод выпускает как гражданскую, так и военную автомобильную технику. «АвтоКрАЗ» является глубоко убыточным предприятием (в 2018 году убыток составил 5 млрд гривен при выручке менее 1 млрд гривен) и по состоянию на 2020 год находится в процессе банкротства.

### Легковое автомобилестроение
Полномасштабное производство легковых автомобилей на Украине с 2018 года полностью остановлено, ведётся только крупноузловая (SKD) сборка авто.
Единственным на Украине производителем легковых автомобилей осталось предприятие «Еврокар» (Закарпатская область), которое осуществляет крупноузловую сборку автомобилей марки Skoda.

### Производство автобусов и троллейбусов
Производство автобусов на Украине по состоянию на 2021 год осуществляли предприятия «Черкасский автобус», «Черниговский автозавод», «Автомобильный завод „Богдан“ (Луцк)», «Часовоярский ремонтный завод», львовский завод «Электрон» и «Запорожский автомобилестроительный завод».. Производство троллейбусов велось на Черниговском автозаводе, львовском заводе «Электрон» и заводе «Богдан» в Луцке.

## Рынки сбыта

### Внутренний рынок
Обеспеченность населения Украины автомобилями составляет около 200 машин на 1000 жителей, что значительно меньше чем в России и вдвое меньше чем даже в некоторых восточно-европейских странах. Ввиду загрузки имеющихся автомобилестроительных предприятий на считанные проценты от проектных мощностей и размеров более чем 40-миллионной страны, даже с учётом ежегодного импорта машин (большей частью подержанных из Европы), сбыт и производство автомобилей недостаточны и имеют значительные перспективы роста, которые, однако, сдерживаются невысокой покупательной способностью населения.

### Экспорт
По данным ассоциации «Укравтопром», в I полугодии 2017 года Украина экспортировала 71 легковой автомобиль производства «АвтоЗАЗ», 175 грузовых автомобилей производства завода «АвтоКрАЗ» и 12 автобусов производства запорожского завода.

## Предприятия
В настоящее время отрасль включает 6 крупнейших (Еврокар, ЗАЗ (банкрот),  КрАЗ (банкрот), ЛАЗ (ликвидирован), Богдан-Черкассы (банкрот), Богдан-ЛуАЗ (банкрот)) и несколько других автомобилестроительных предприятий, которые в настоящее время также проходят процедуру банкротства.

### ЗАЗ
В УССР автозавод микролитражных легковых автомобилей ЗАЗ последовательно выпускал модели семейств ЗАЗ-965, ЗАЗ-966, ЗАЗ-968 «Запорожец» (только седаны) и ЗАЗ-1102 «Таврия» (седаны, универсалы, хетчбэки, пикапы), а его проектная мощность с основным производством в Запорожье долгое время составляла 150 тыс. машин в год и была увеличена для их производства также в Мелитополе (где ранее делались только двигатели) незадолго до конца СССР, когда был достигнут максимум в 160 тыс. в год (1985). В постсоветское время благодаря инвестициям и оснащению корейским концерном Daewoo мощности и производство вошедших в корпорацию «Укравто» заводов были ещё более увеличены — до 350 тыс. в год, а заводы стали производить на базе корейских Daewoo, американских Chevrolet, китайских Chery моделей разнообразные легковые автомобили ZAZ Lanos, ZAZ Sens, ZAZ Chance, ZAZ Vida, ZAZ Forza, пикапы на базе некоторых из них и даже автобусы малого ZAZ A07A «I-Ван» и среднего ZAZ A07, ZAZ A10 класса.
С декабря 2018 года ведется процедура банкротства завода.

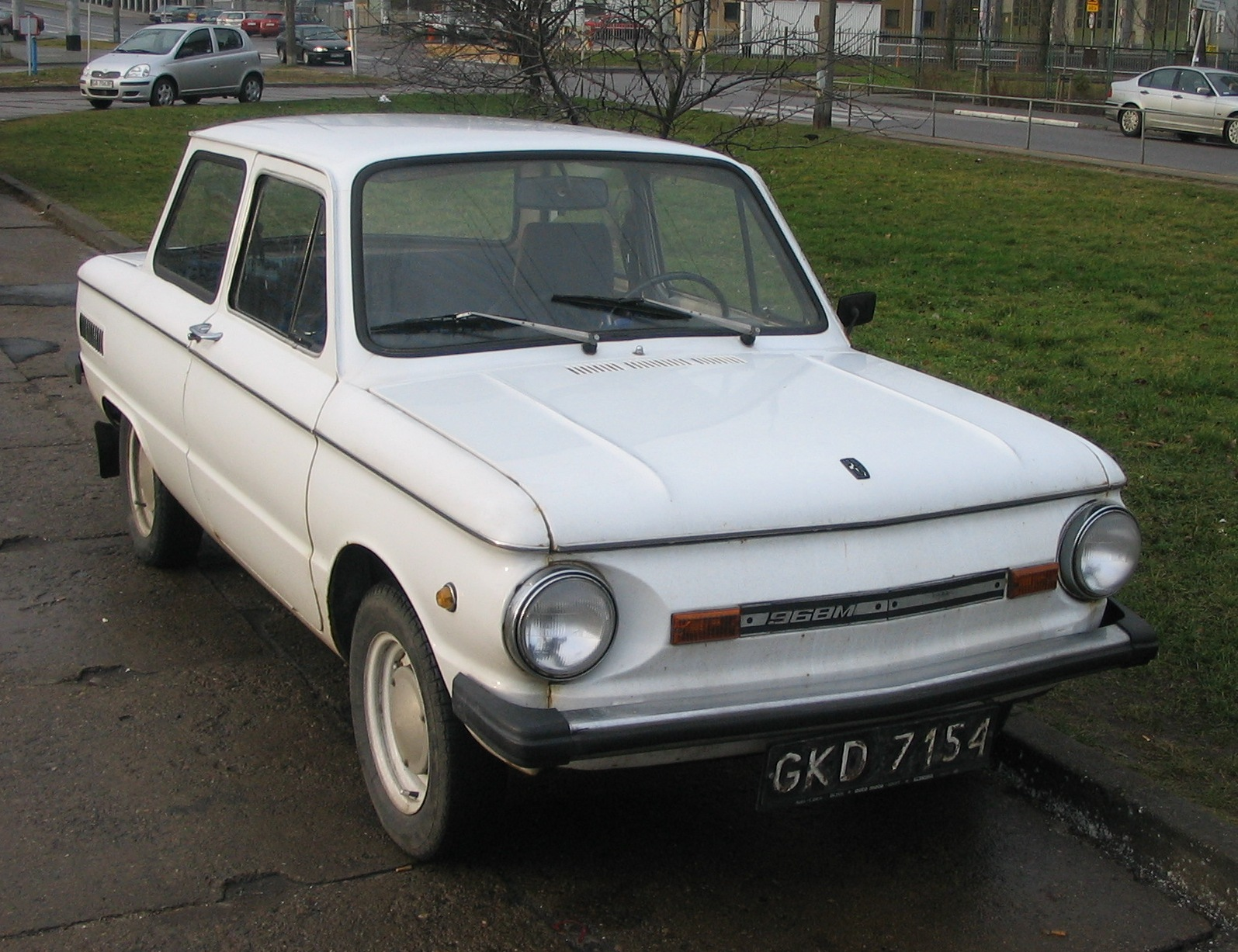
ЗАЗ-968М

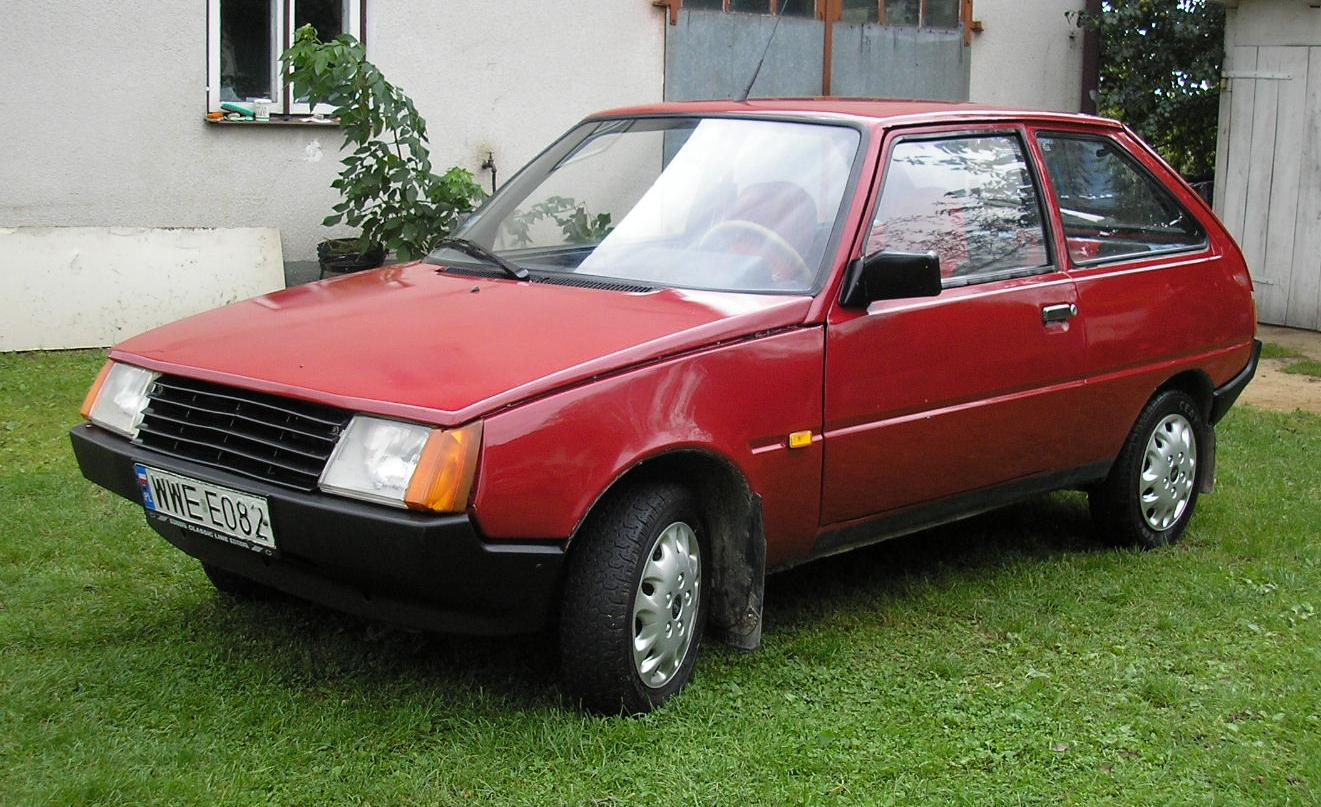
ЗАЗ-1102
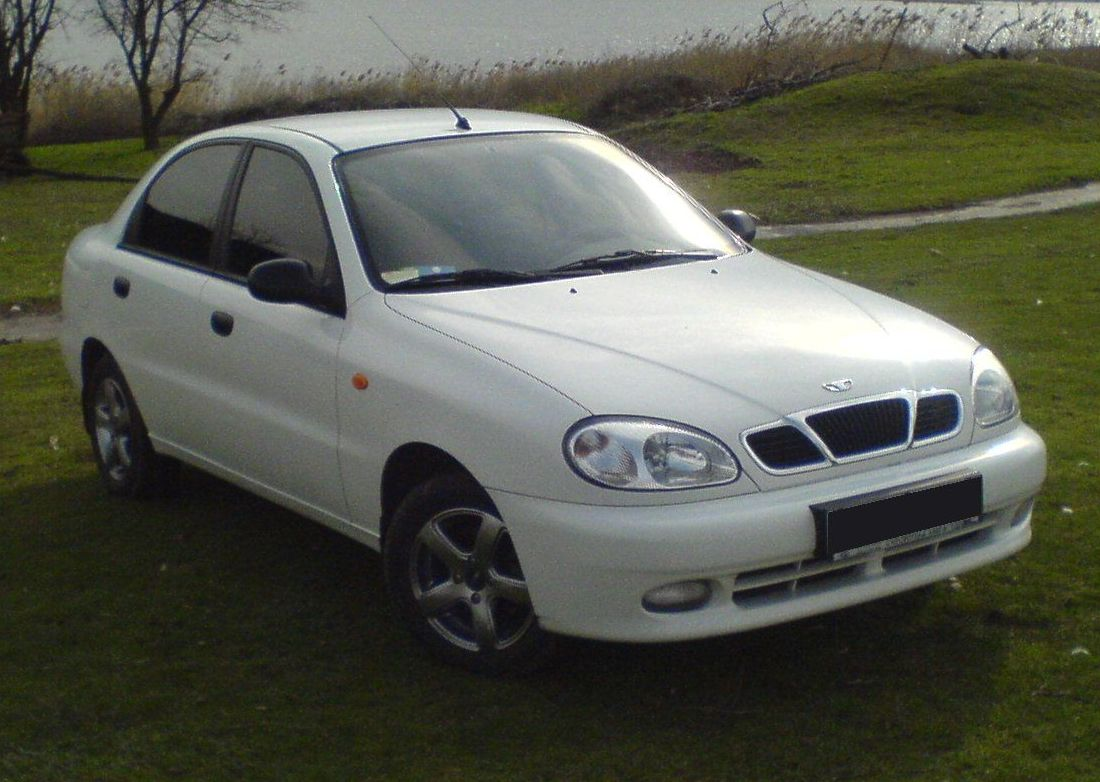
ZAZ Sens
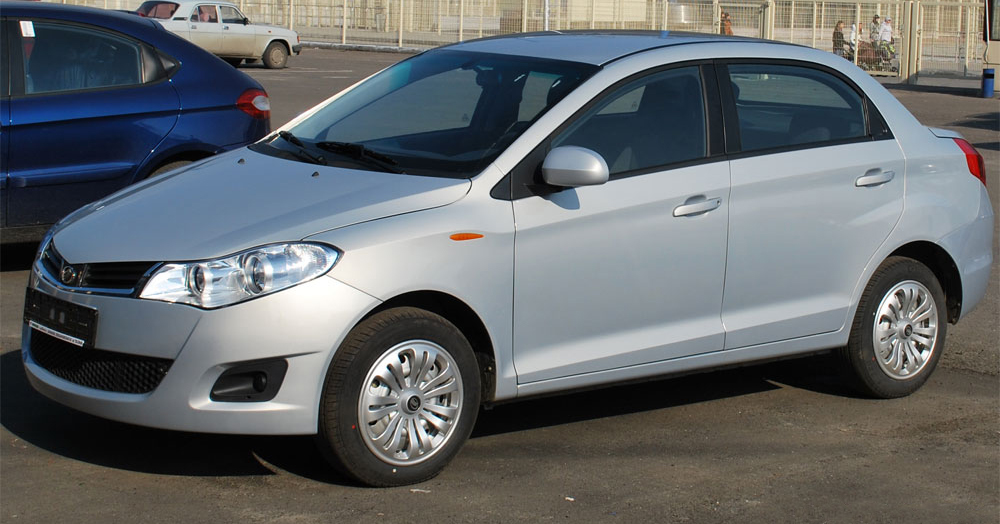
ЗАЗ Forza
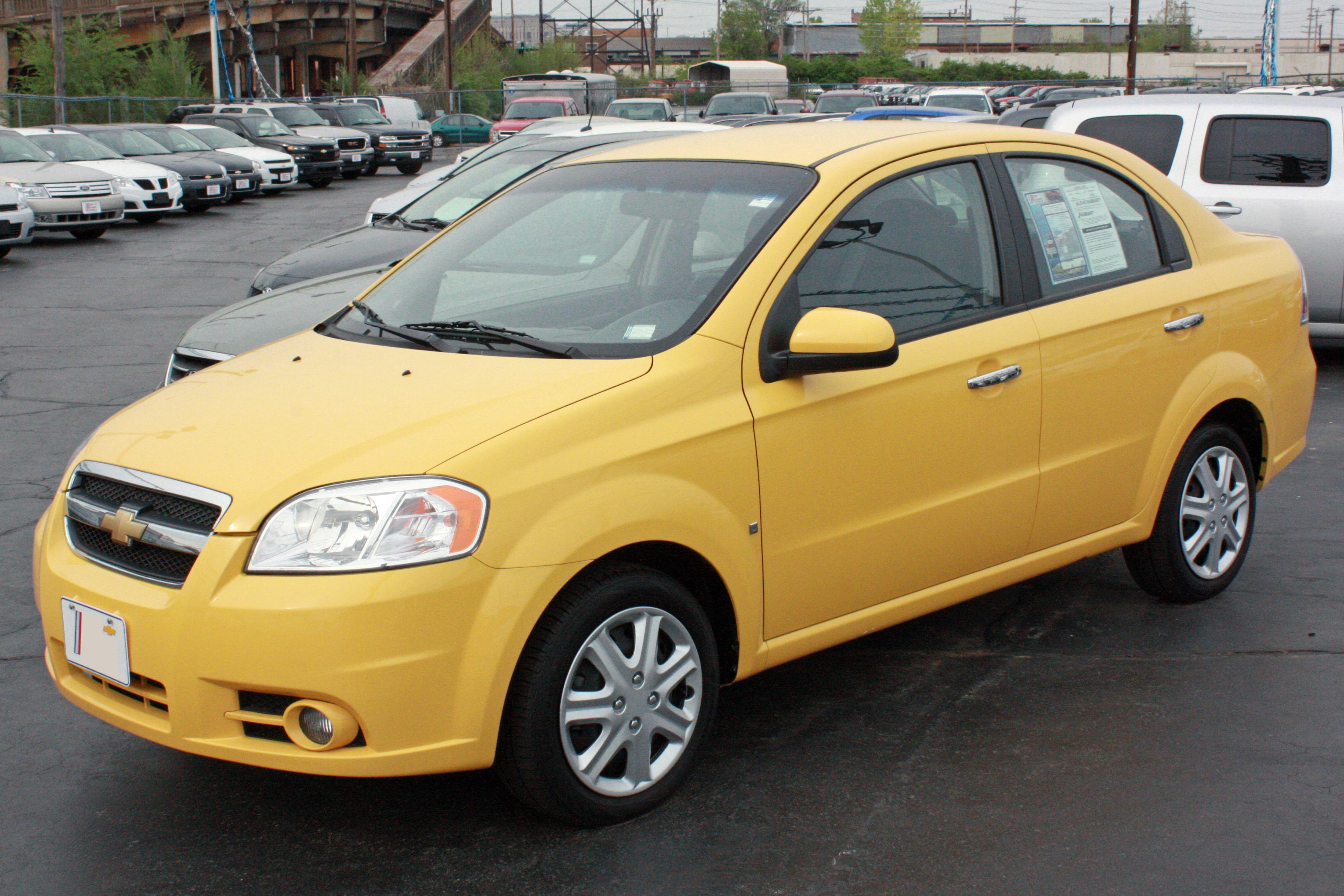
ZAZ Vida

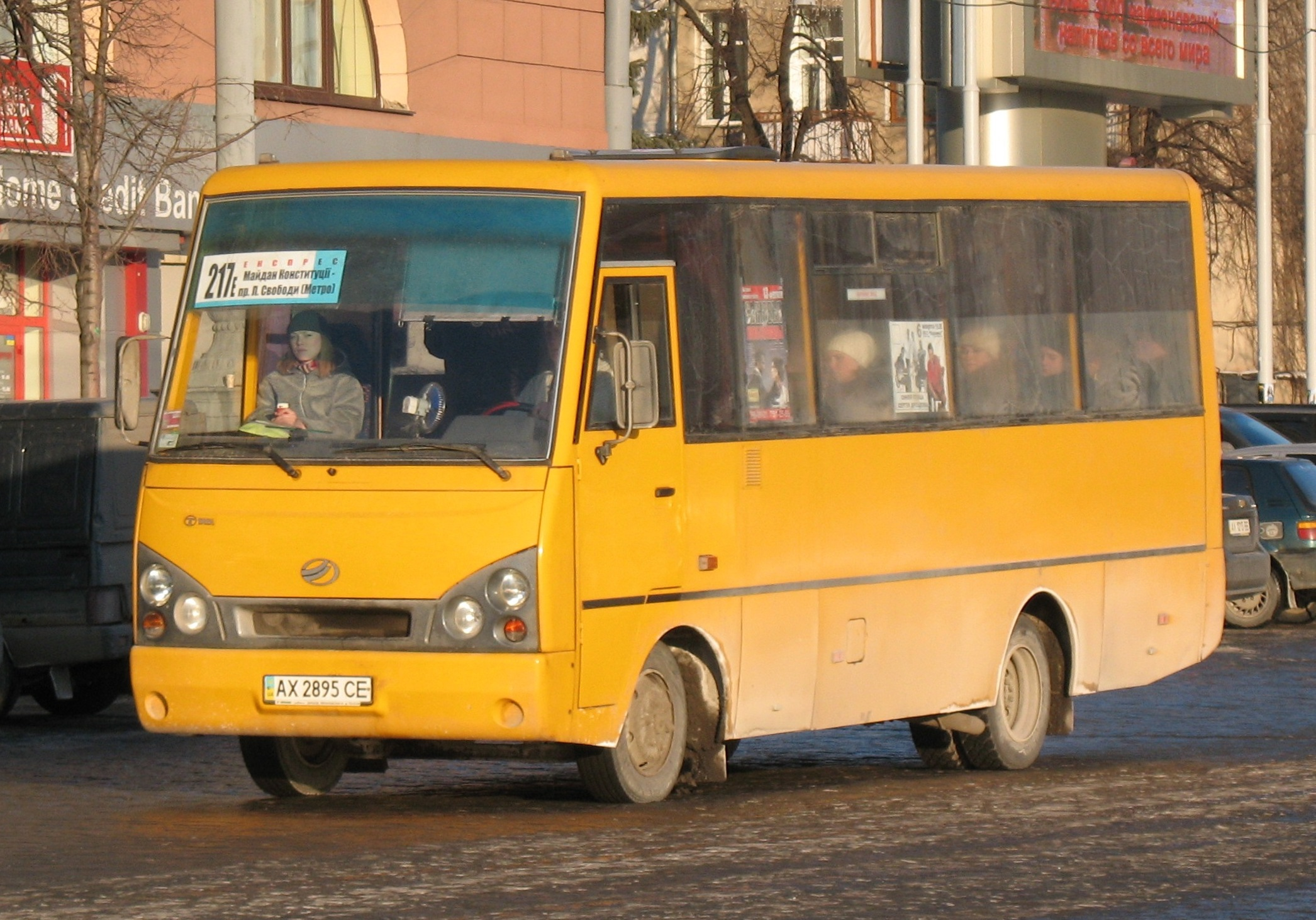
ZAZ A07A
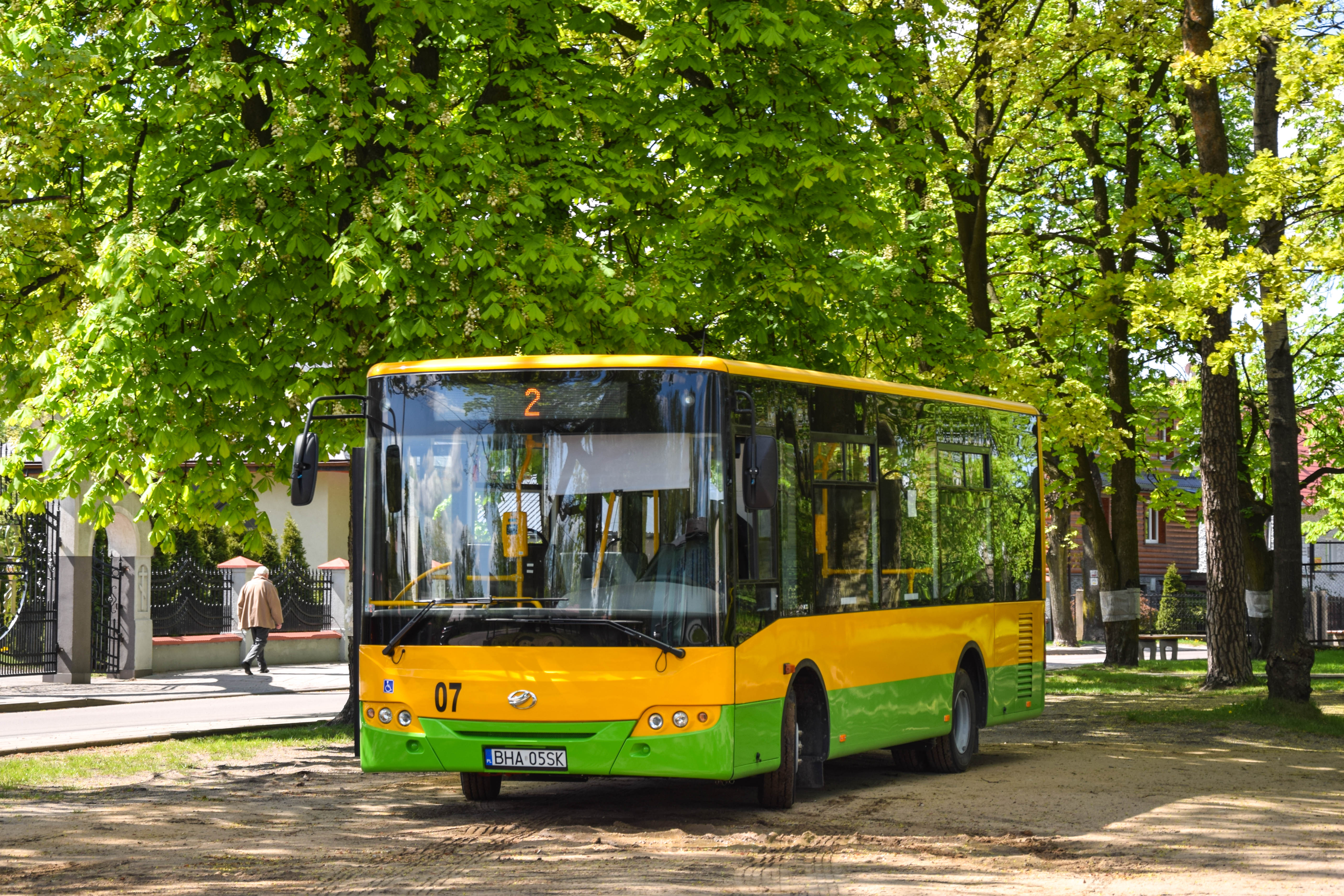
ZAZ A07
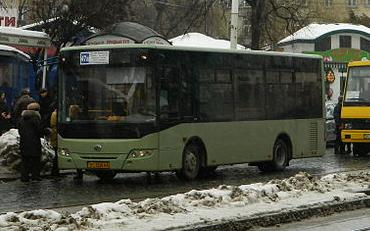
ZAZ A10

### Еврокар
Автосборочный завод «Еврокар» в приграничном индустриальном парке Соломоново около Ужгорода создан с нуля в постсоветское время, имеет производственные мощности для выпуска до 80 тыс. машин в год и фактически производит по сборке из крупноузловых и среднеузловых машинокомплектов до 10 тысяч ежегодно различные легковые автомобили и джипы Škoda, Audi, SEAT (в большей мере Škoda Rapid, Octavia, Fabia, Superb, Yeti).

### ЛуАЗ
В УССР Луцкий автозавод ЛуАЗ микролитражных джипов ЛуАЗ-969, ЛуАЗ-1302 «Волынь» и микролитражных плавающих автоамфибий ЛуАЗ-967, ЛуАЗ-1901 к концу СССР также стал в небольших количествах делать на базе джипов микрогрузовики и микроавтобусы повышенной проходимости. В постсоветское время ЛуАЗ вошёл в корпорацию «Богдан» и помимо собственных малых джипов стал собирать разные модели российских малолитражных легковых автомобилей (ВАЗ-21093, ВАЗ-21099, ВАЗ-2107, ВАЗ-2104) и джипов (УАЗ-3160, ВАЗ-21213), а также лёгкие грузовики Hyundai HD65/HD72, автобусы малого класса Богдан А092 и троллейбусы Богдан. Проектная мощность завода — 17 тыс. в год, на практике производилось около 10 тыс., хотя проектный максимум достигнут был (1990).

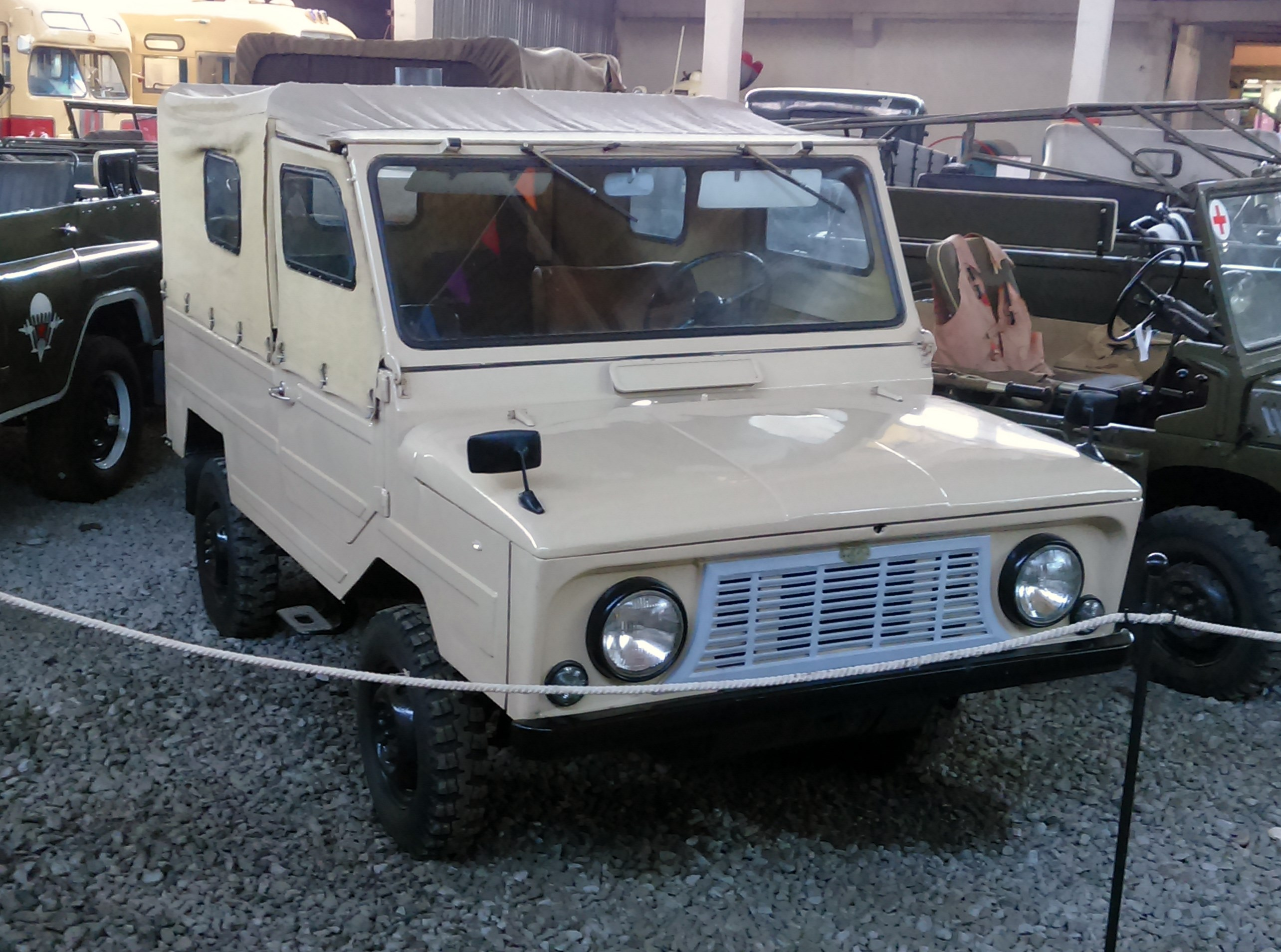
ЛуАЗ-969
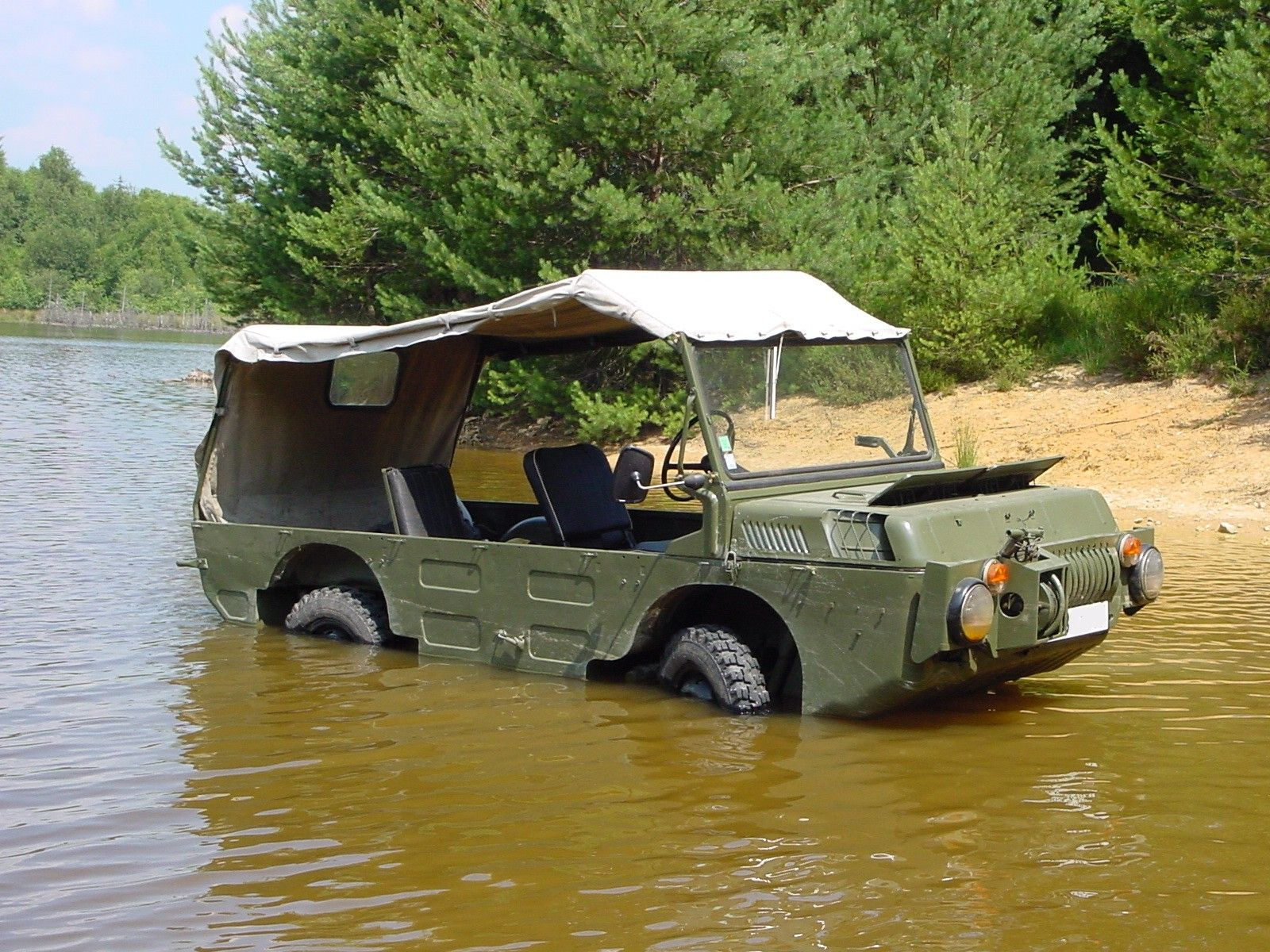
ЛуАЗ-967
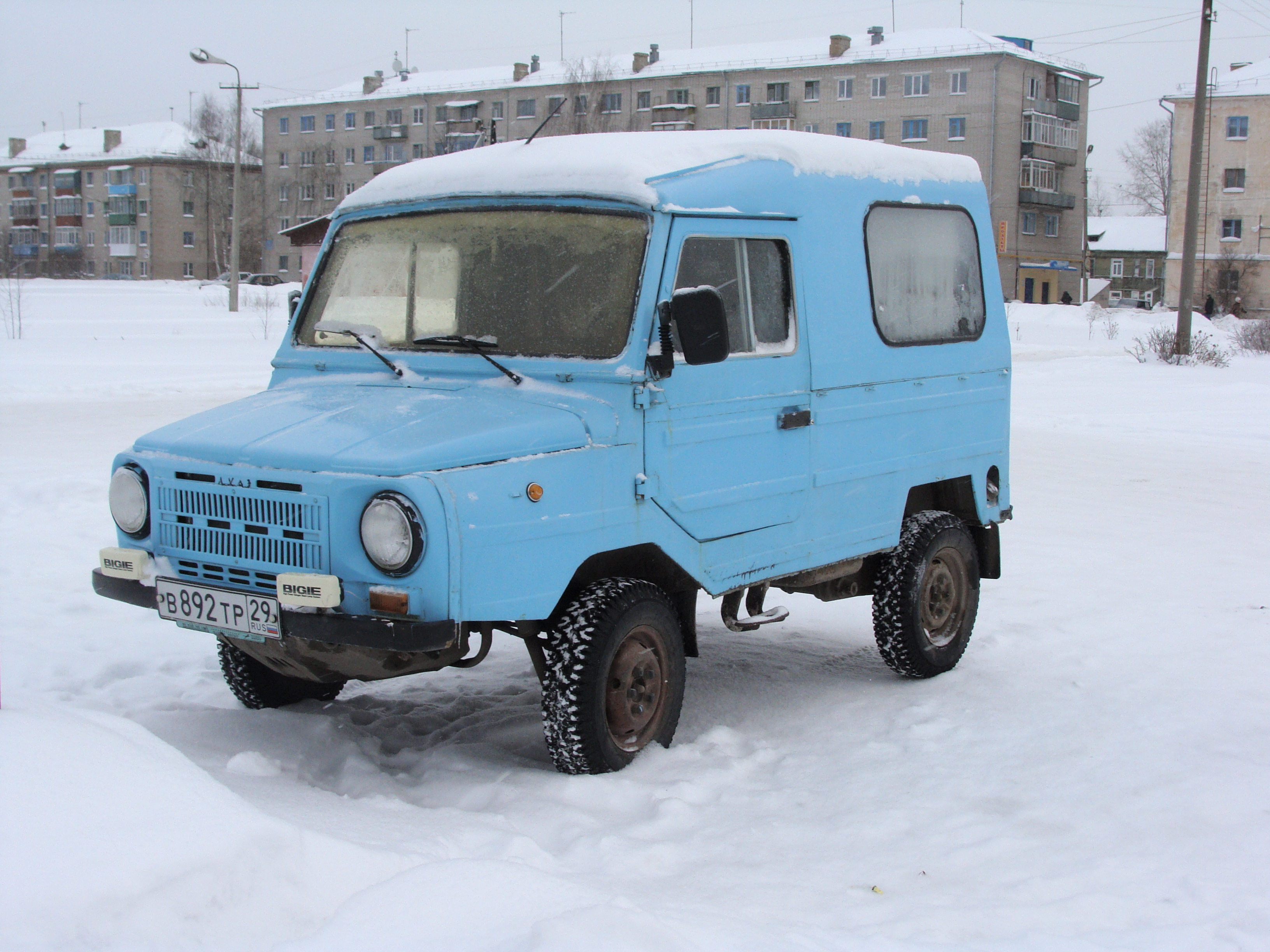
ЛуАЗ-1302
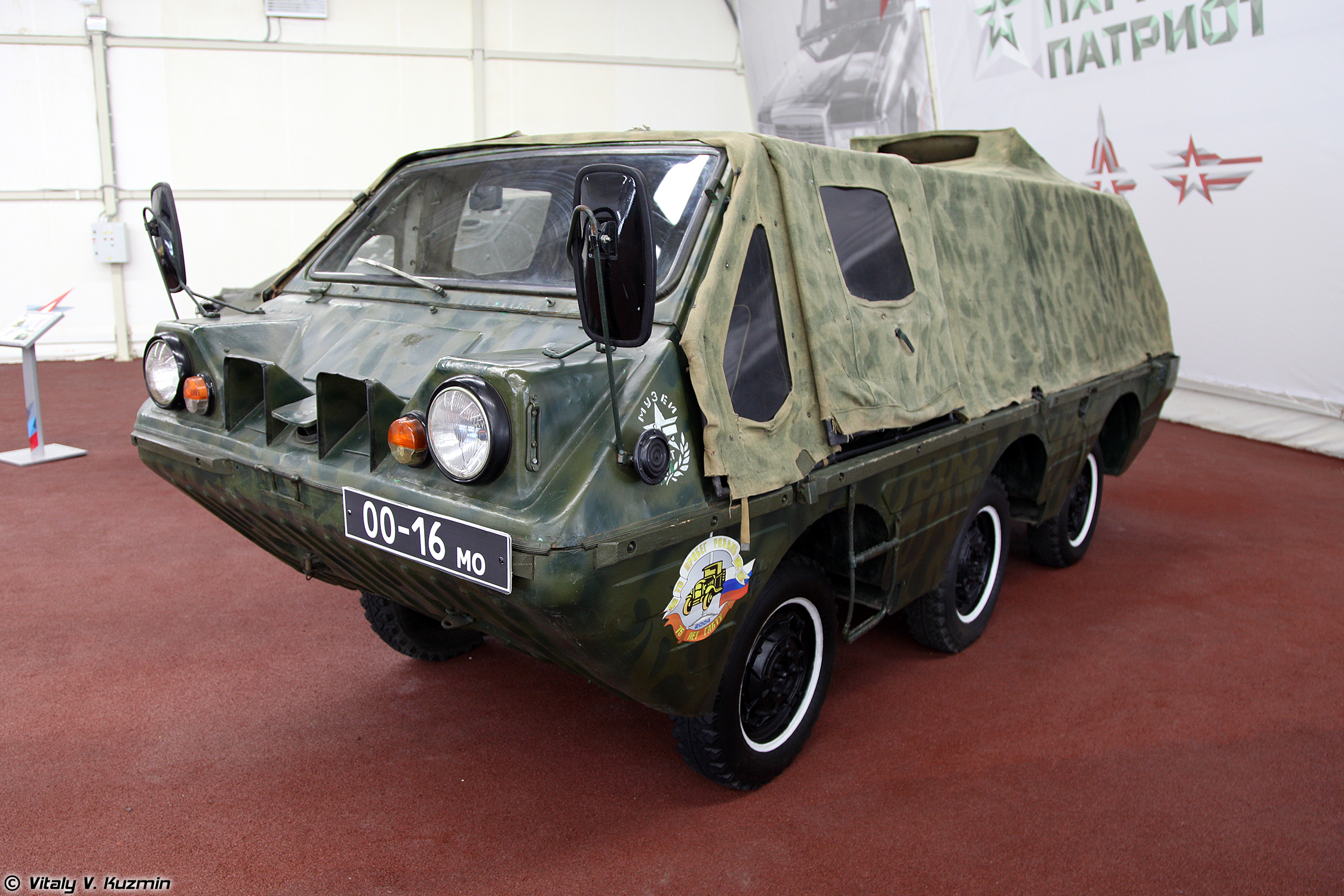
ЛуАЗ-1901

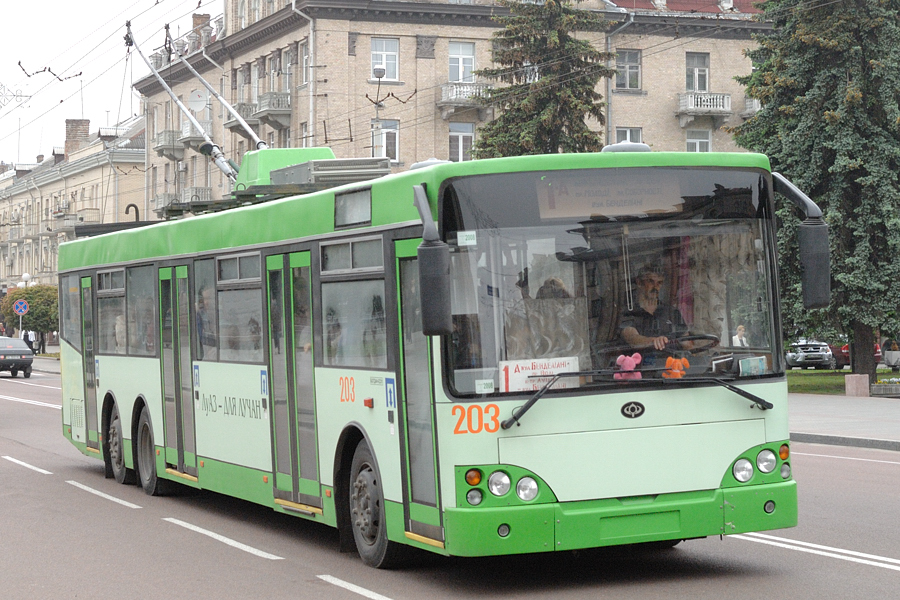
Троллейбус Богдан E231
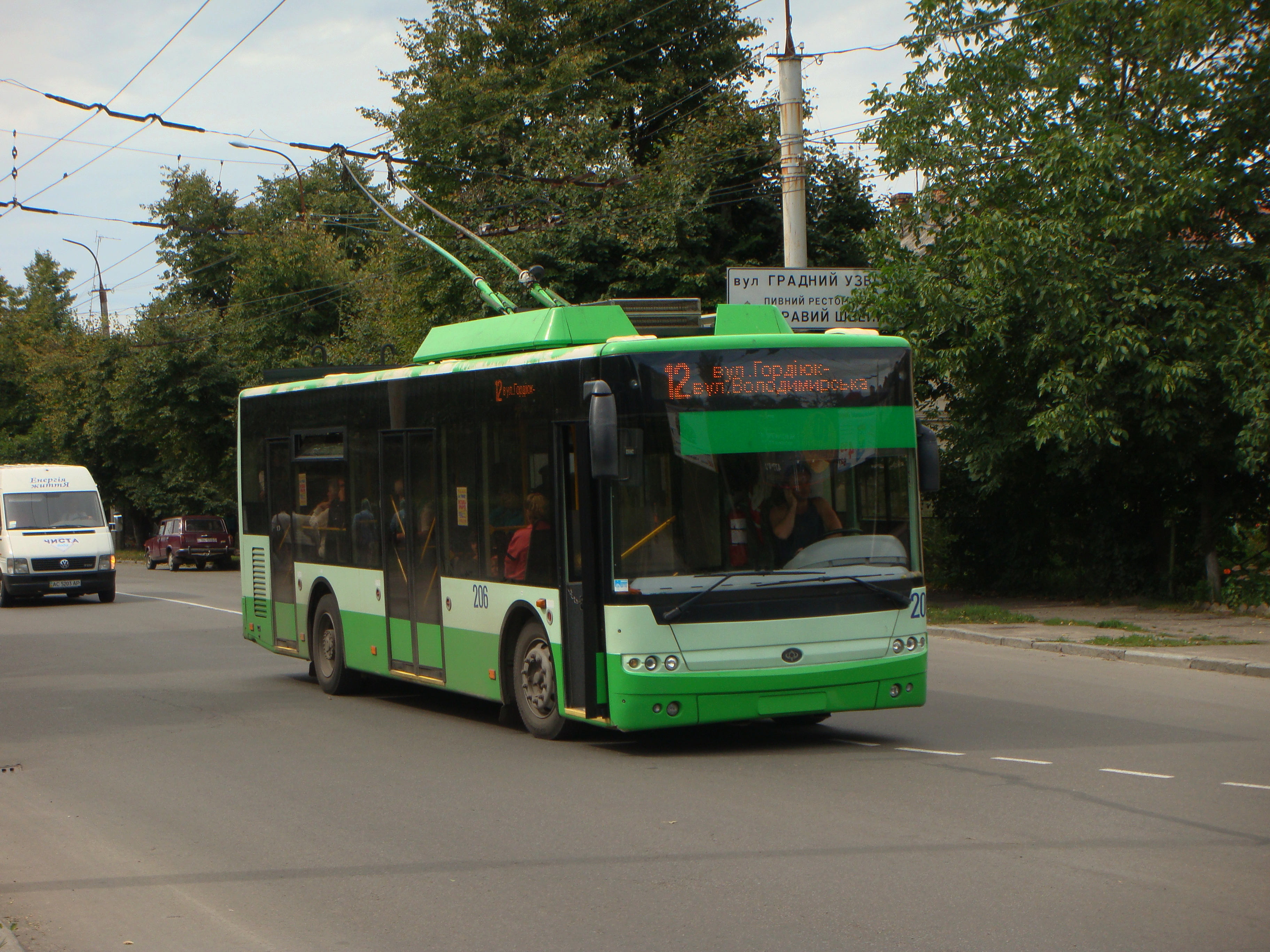
Троллейбус Богдан Т501
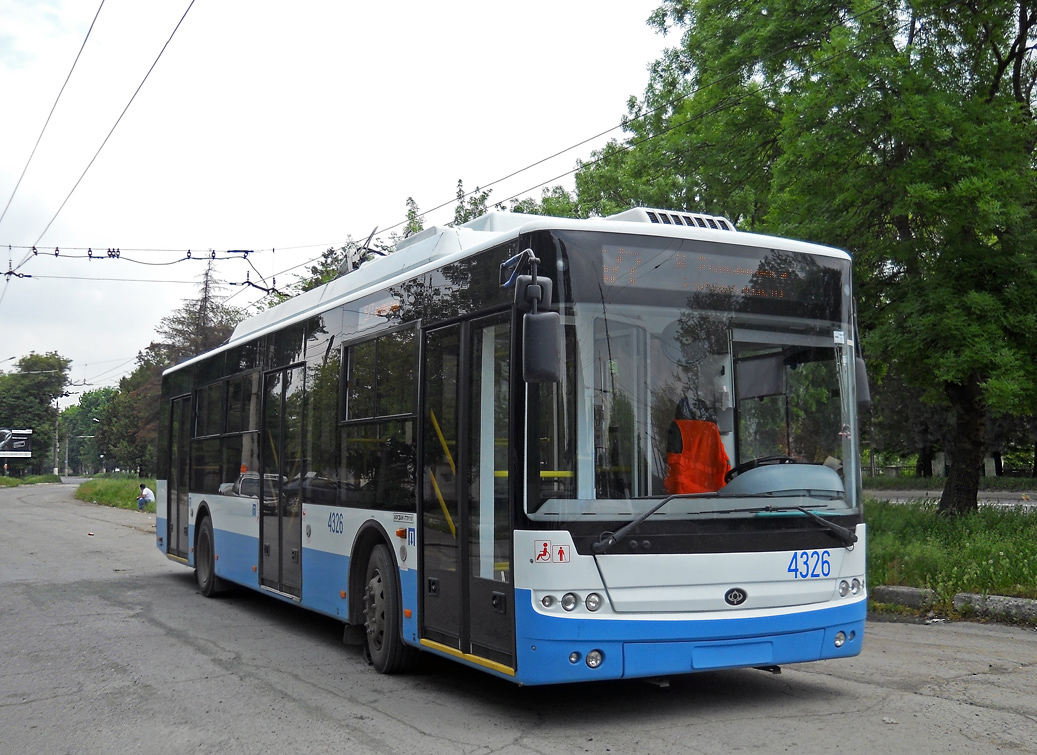
Троллейбус Богдан Т701
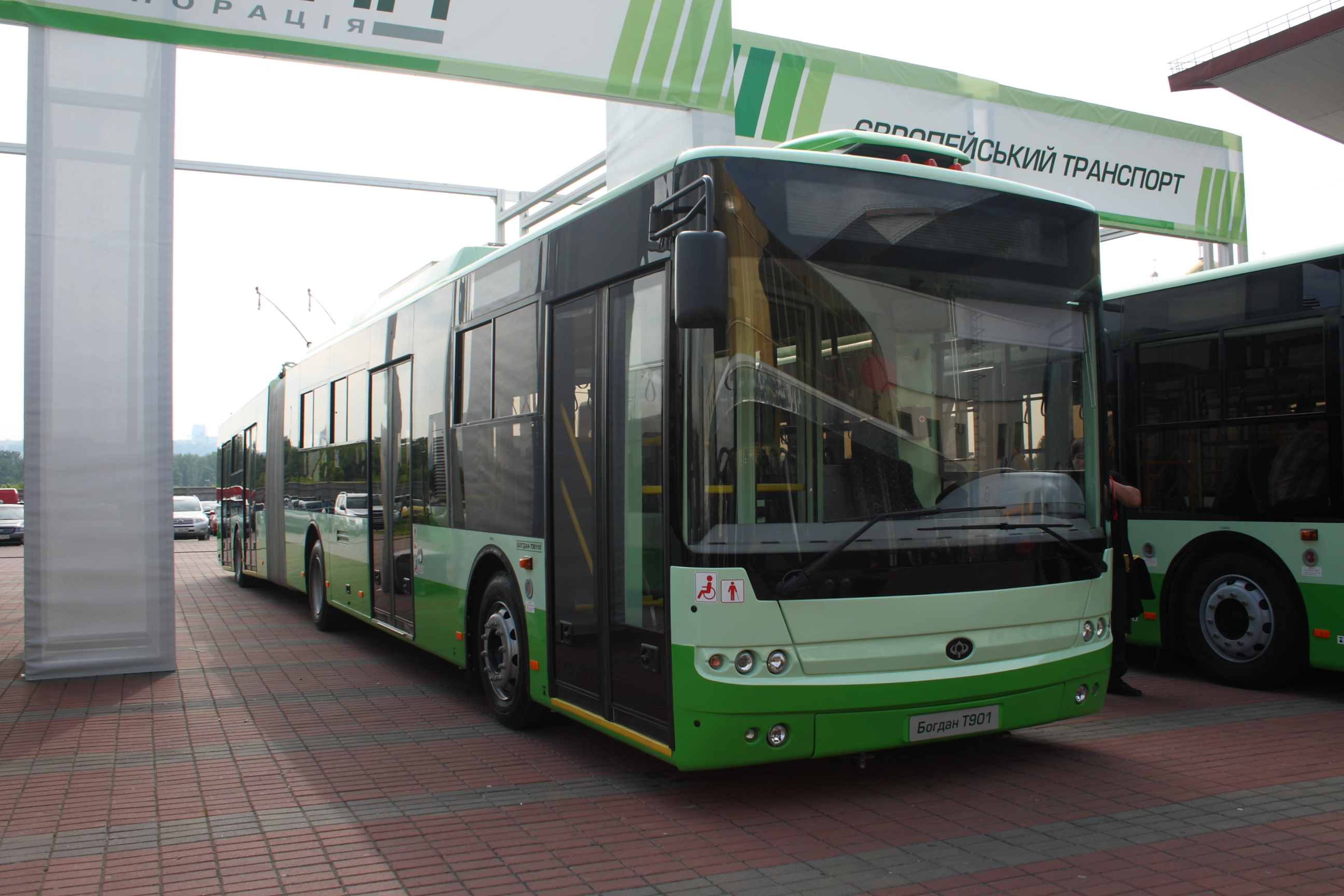
Троллейбус Богдан Т901

### КрАЗ
В УССР Кременчугский завод КрАЗ традиционно выпускал трёхосные капотные большегрузные грузовики, самосвалы и шасси, в том числе повышенной проходимости и только с конца существования СССР и далее в постсоветское время диверсифицировал производство, освоив производство в меньших количествах менее размерных двухосных и бескапотных моделей, седельных тягачей и других грузовиков, а также бронеавтомобилей разных классов. Его проектная мощность — 35 тыс. в год, максимум выпуска доходил до 31 тыс. (1986).

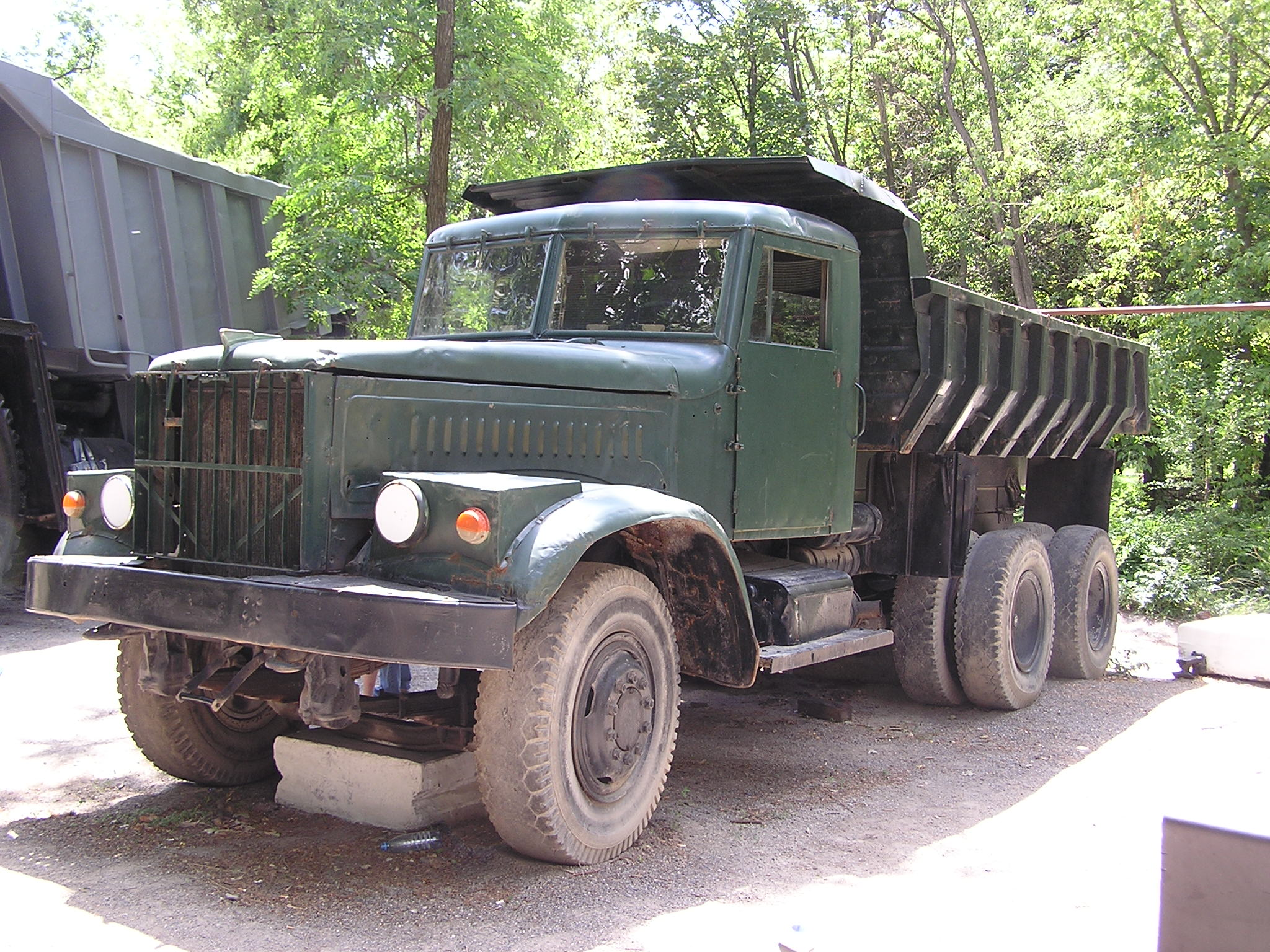
КрАЗ-256Б
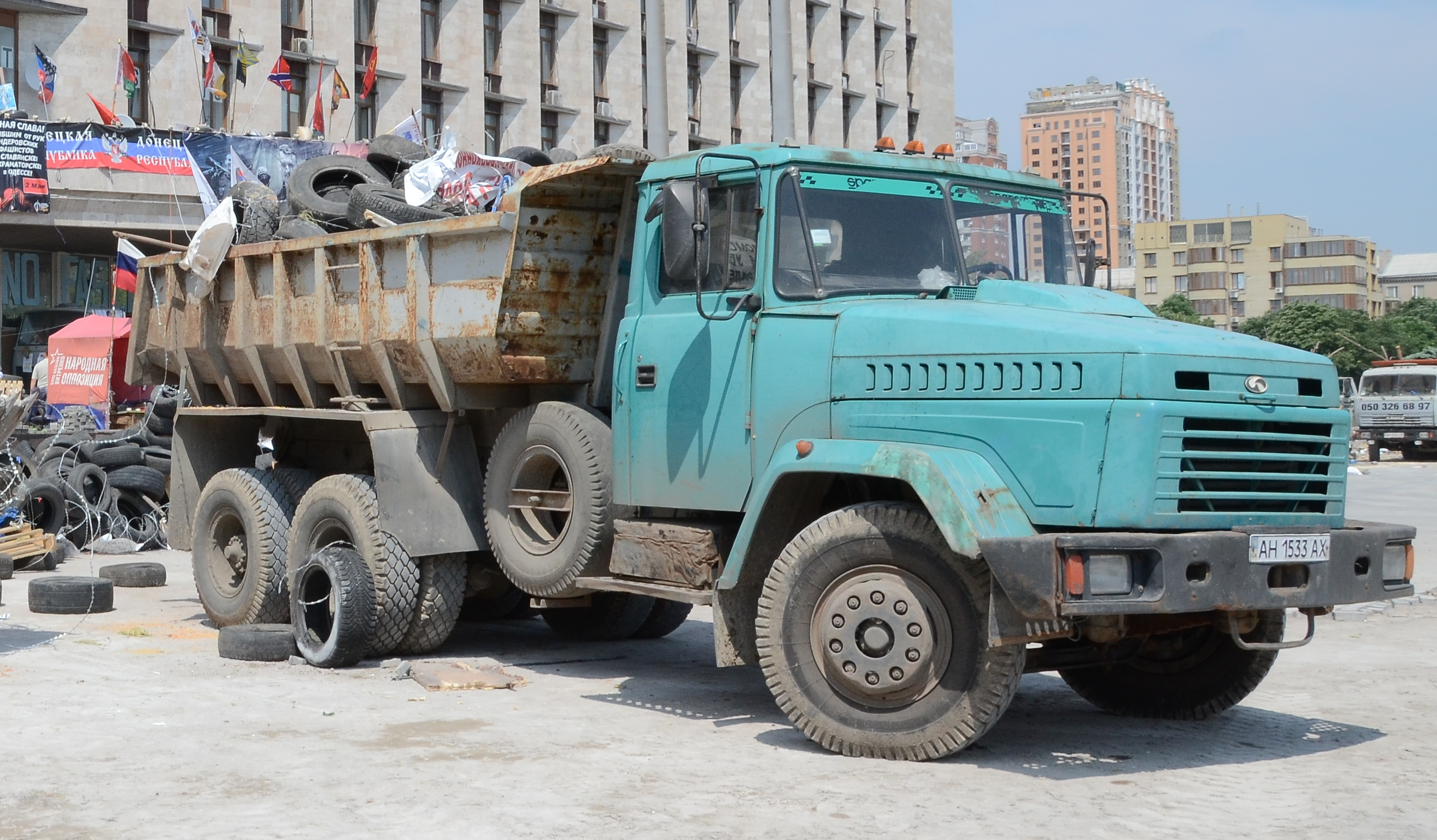
КрАЗ-6510
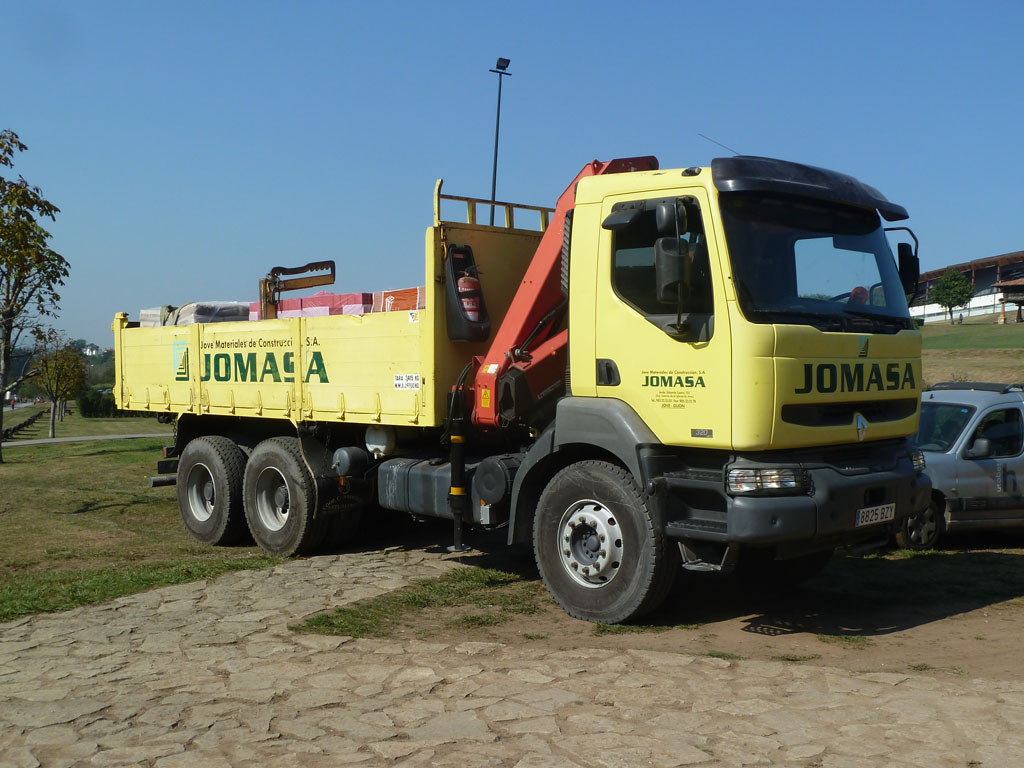
КрАЗ H23
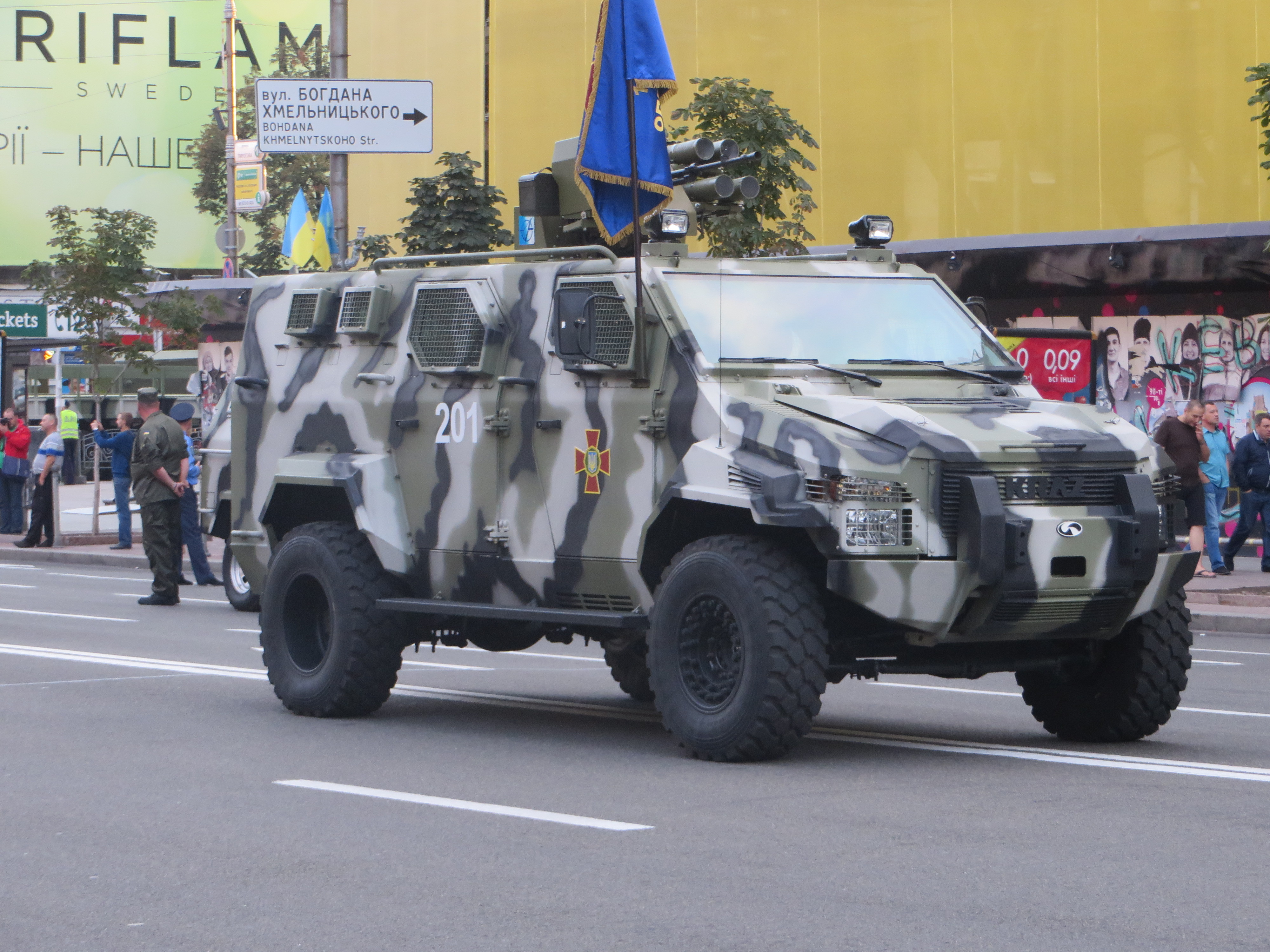
KRAZ Spartan

### ЛАЗ
В УССР Львовский автозавод ЛАЗ был крупнейшим производителем автобусов в СССР и Европе, специализируясь на городских автобусах среднего класса ЛАЗ-695, ЛАЗ-4202 и выпуская также в небольших количествах междугородние и туристические большие ЛАЗ-699 и средние ЛАЗ-697 автобусы. В постсоветское время также был освоен выпуск городских (в том числе низкопольных), междугородних и туристических автобусов большого ЛАЗ-5252, ЛАЗ-5207 «Лайнер», ЛАЗ-5208, CityLAZ-12, NeoLAZ-12 и особо большого ЛАЗ-6205, ЛАЗ-6206, CityLAZ-20 классов и аэропортовских автобусов AeroLAZ, а также унифицированных с автобусами троллейбусов ЛАЗ-52522, ElectroLAZ-12, ElectroLAZ-20. Проектная мощность — 16 тыс. в год — почти соответствовала реальному производству в советское время и максимуму (15 тыс. в 1988).
С 2014 года завод остановлен, территория застраивается.

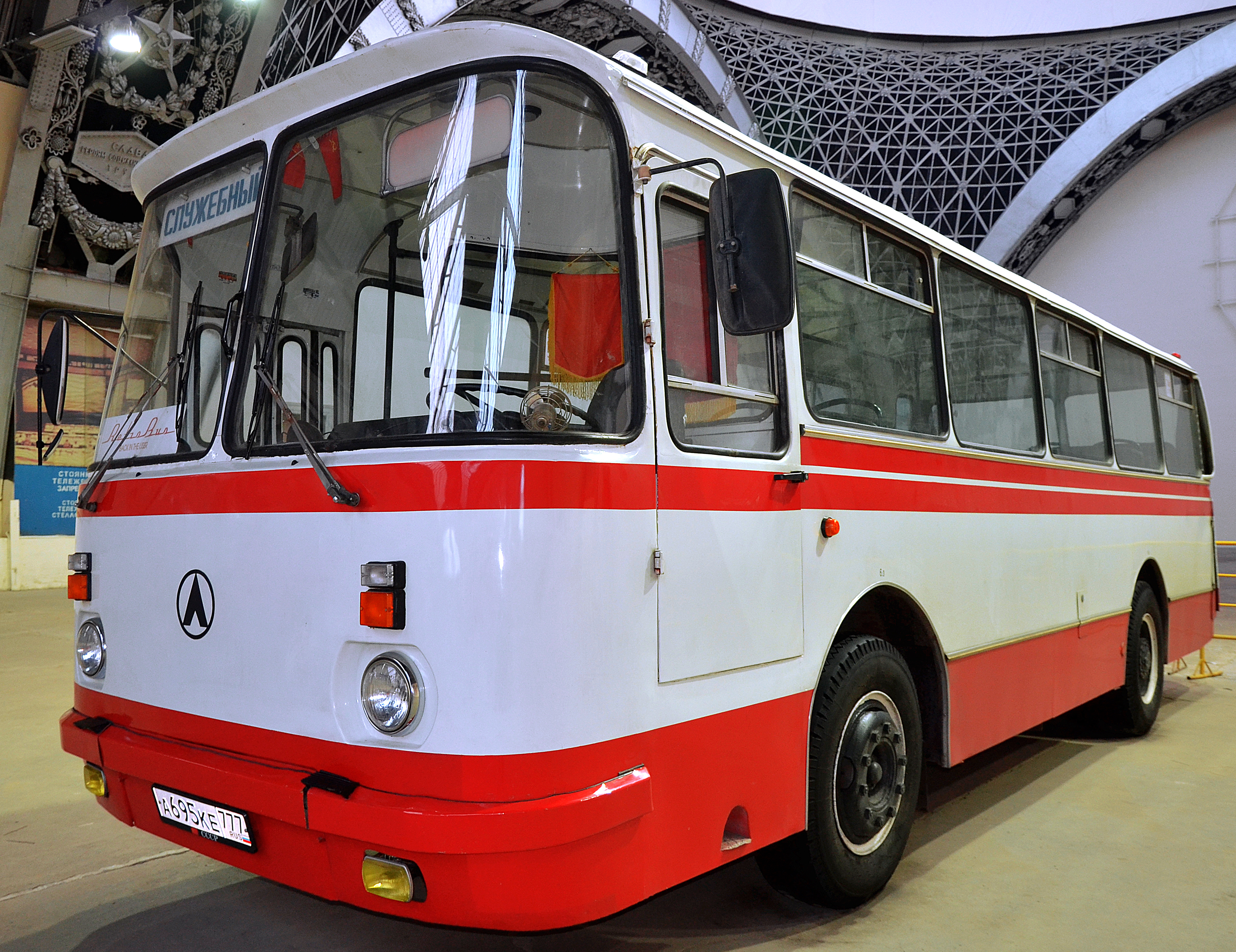
ЛАЗ-695Н
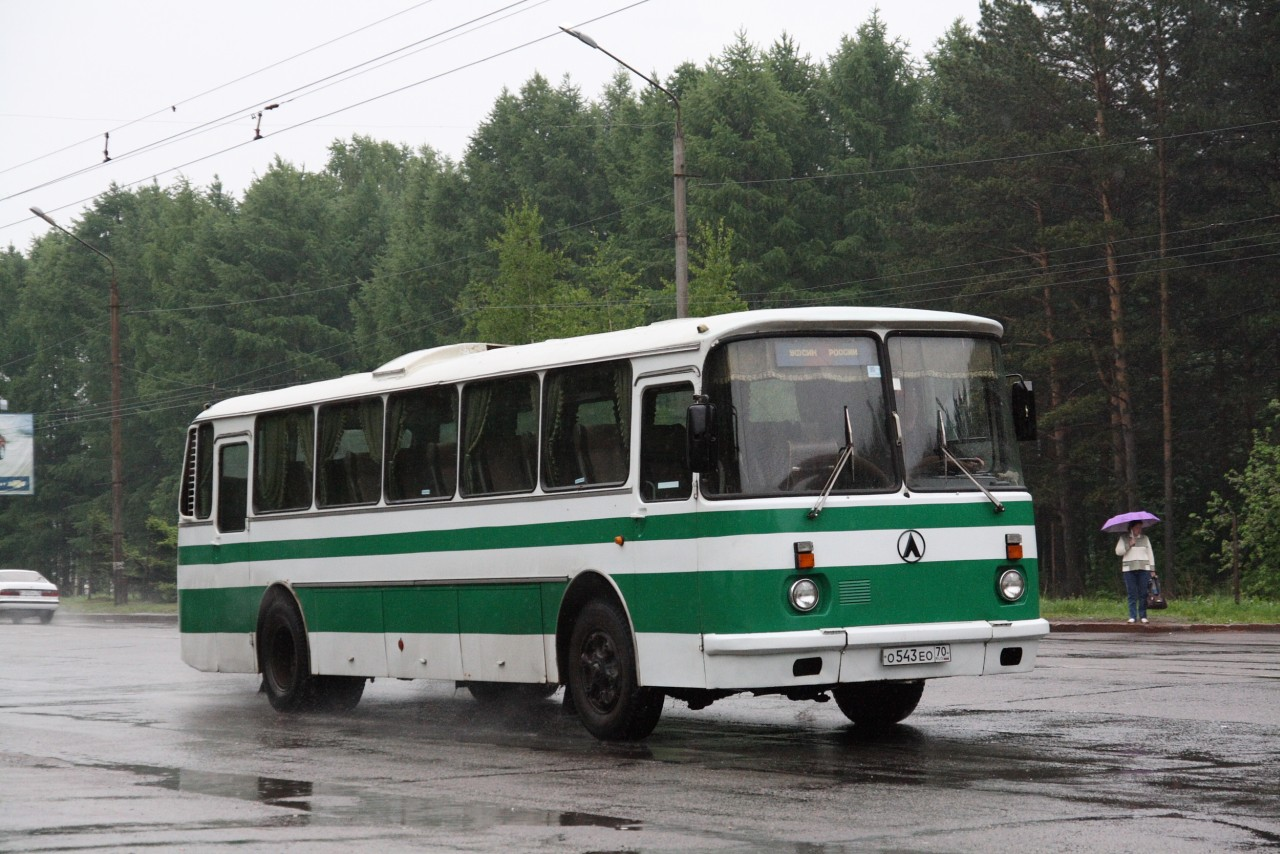
ЛАЗ-699
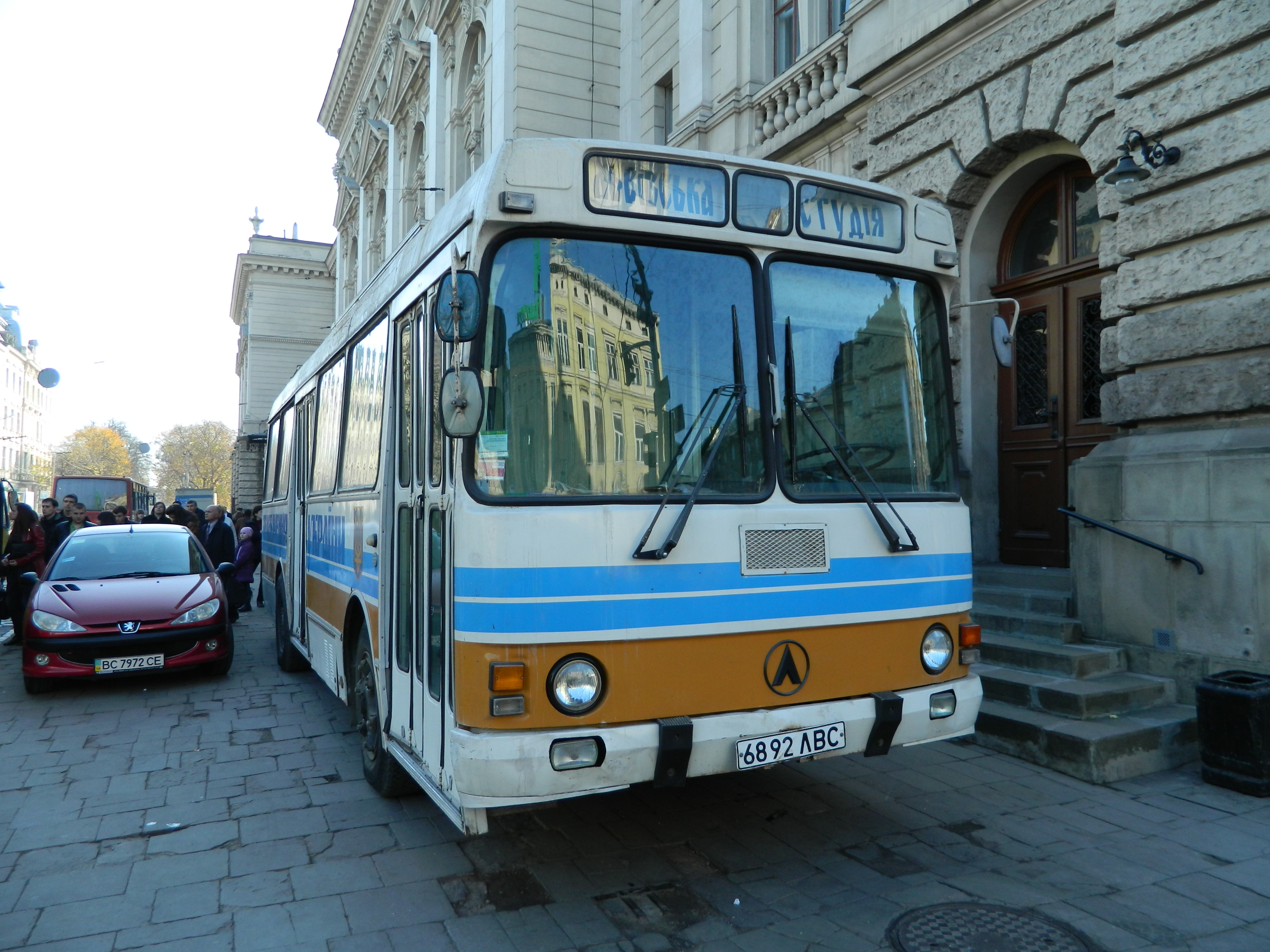
ЛАЗ-4202
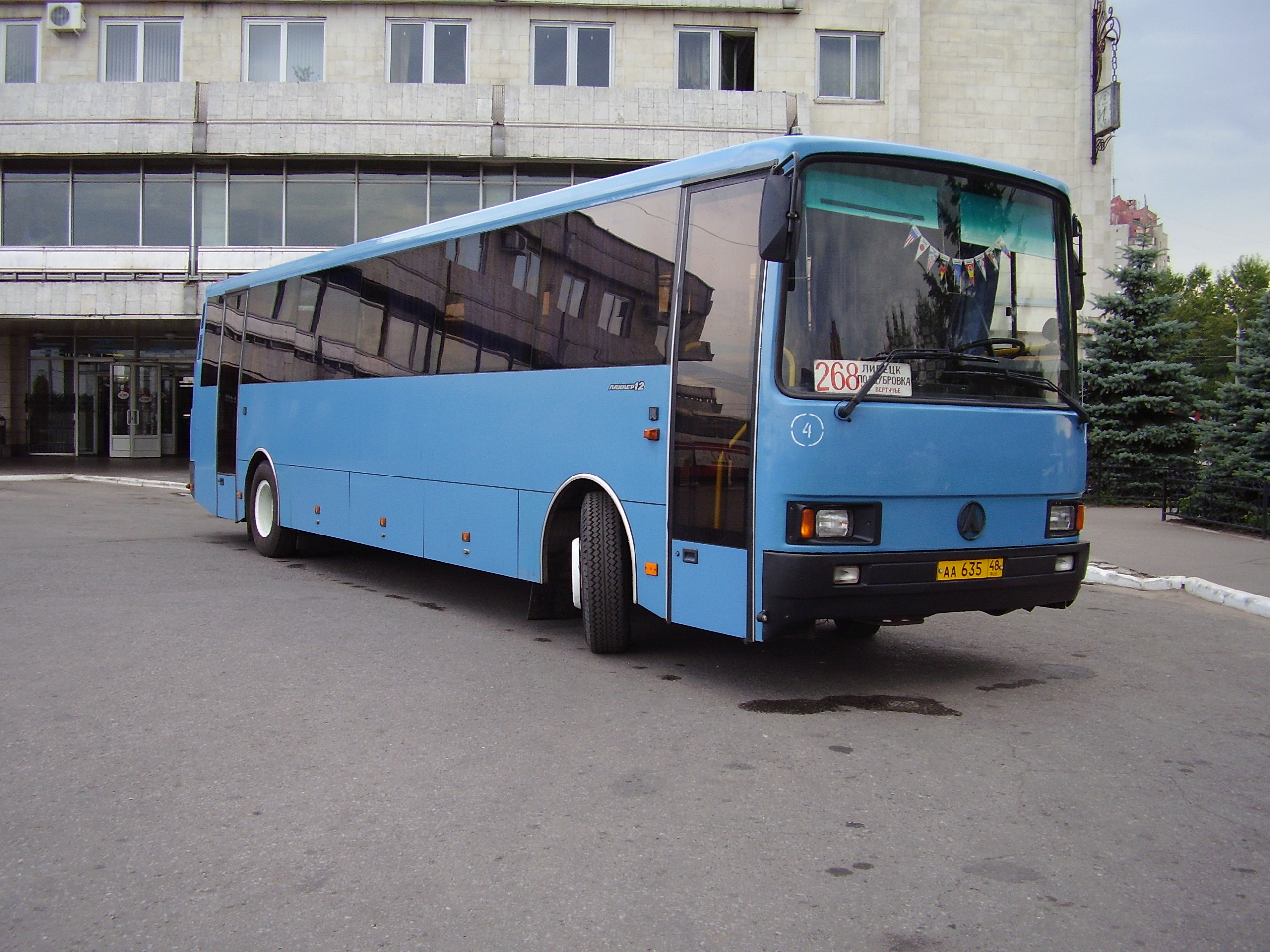
ЛАЗ-5207

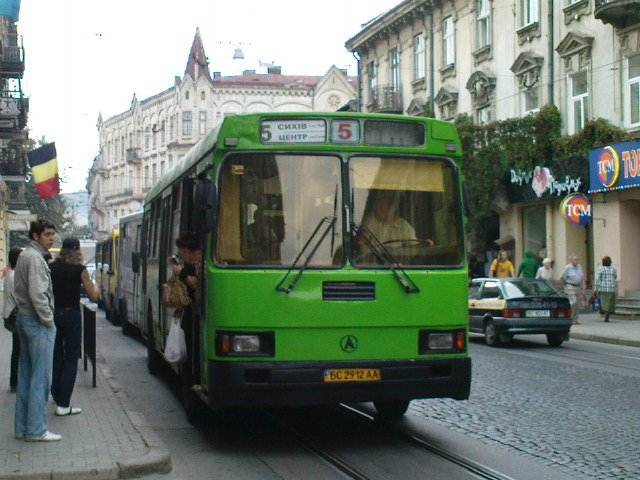
ЛАЗ-5252
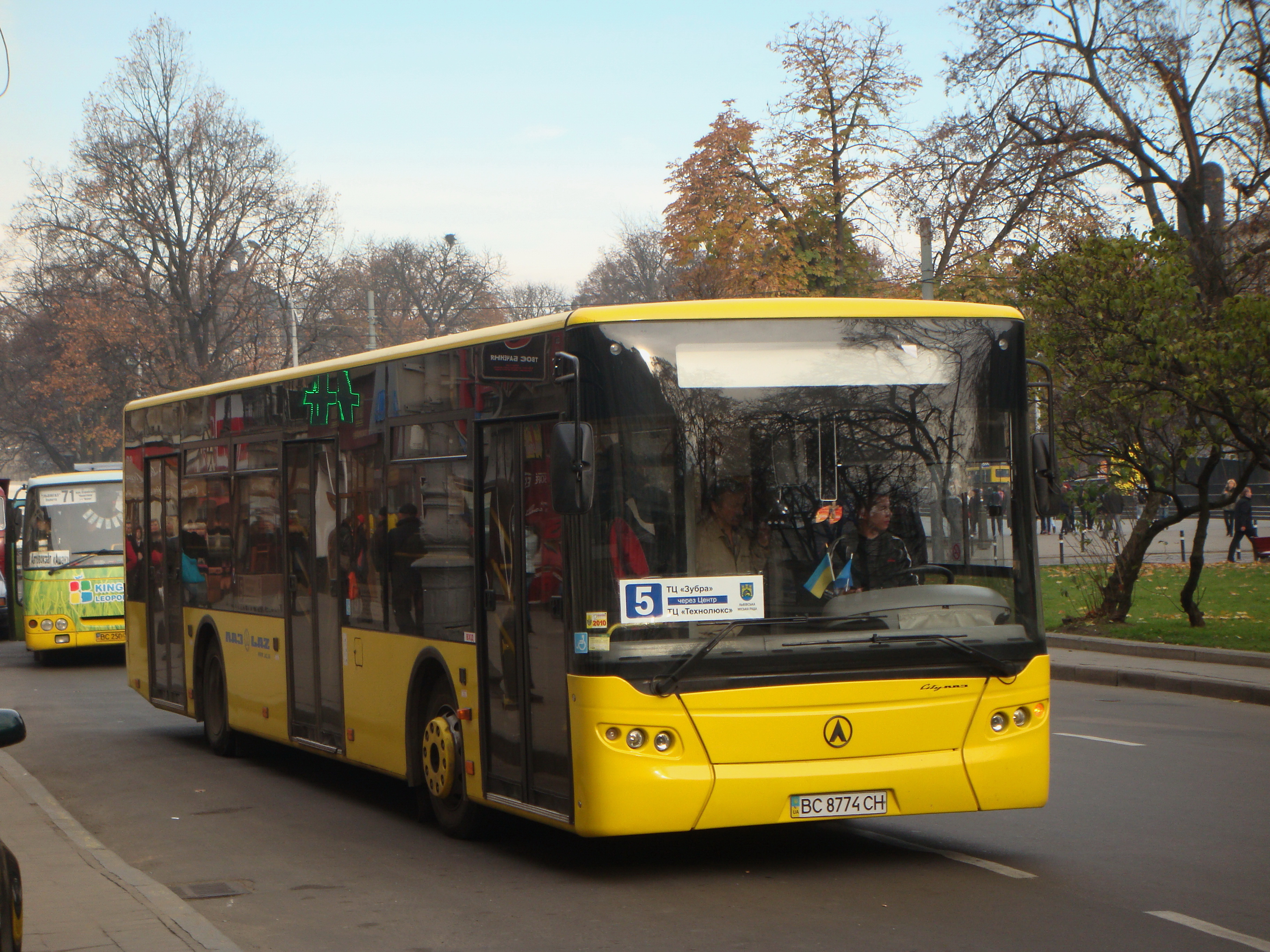
CityLAZ-12
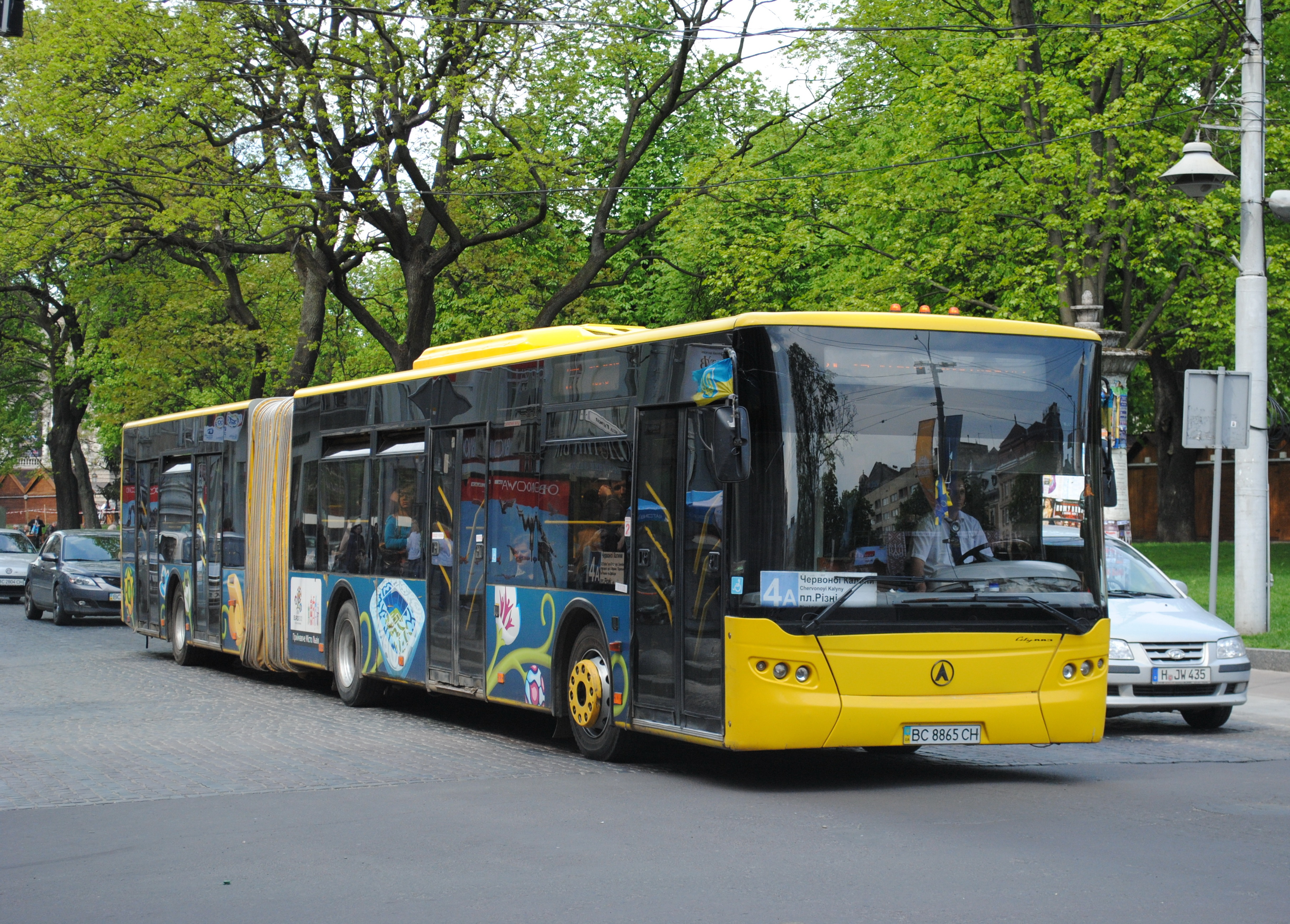
CityLAZ-20
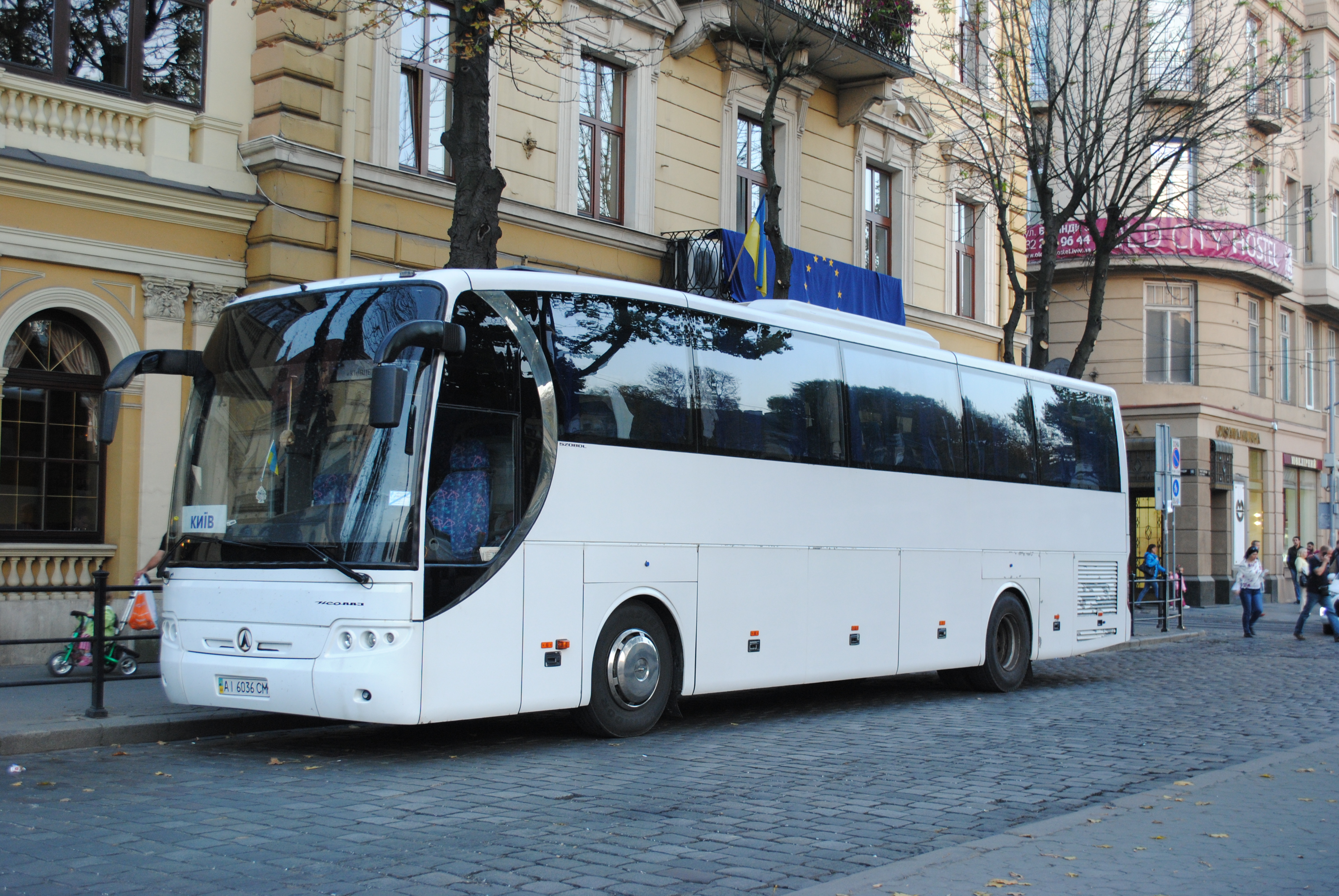
NeoLAZ-12

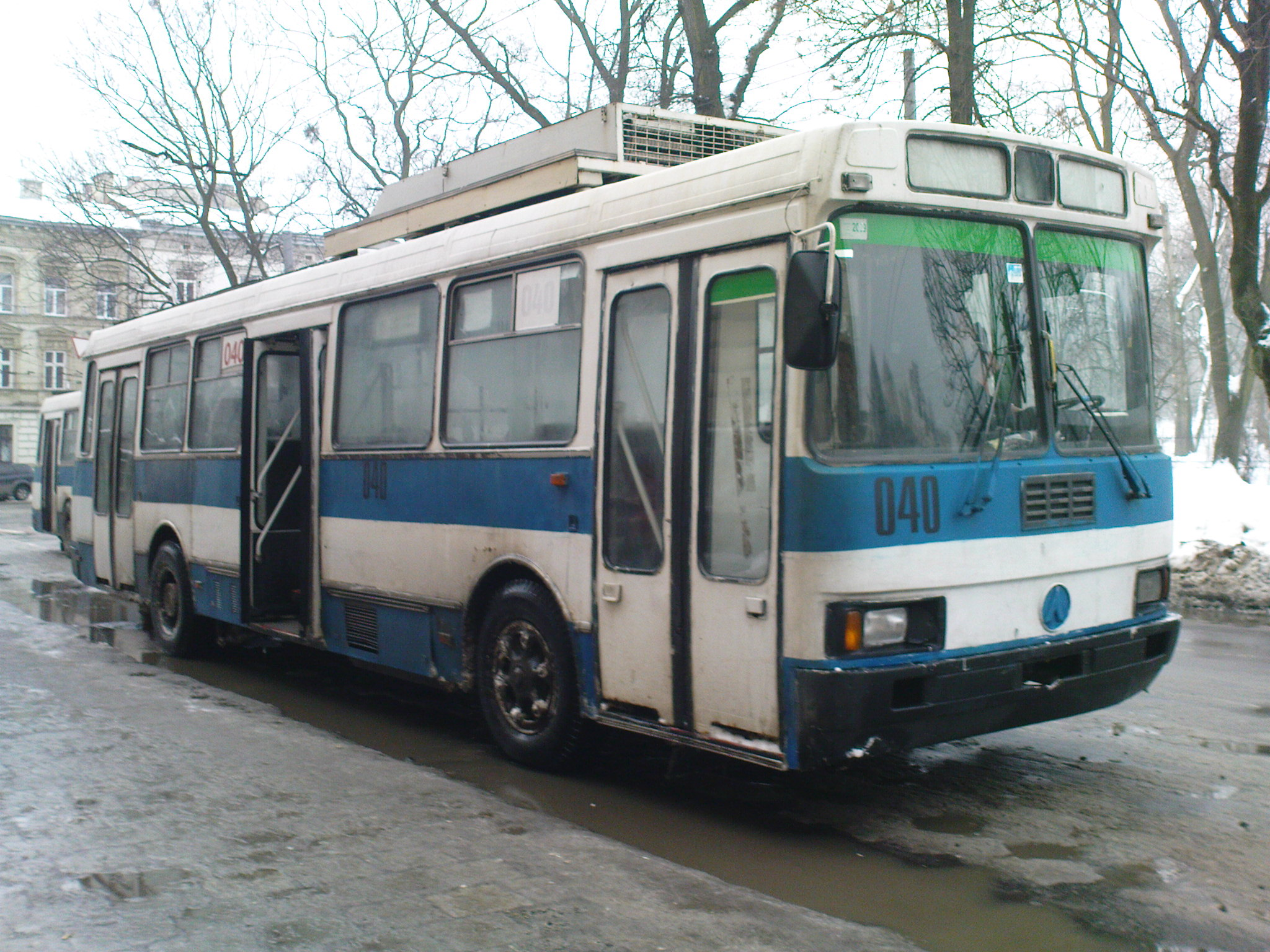
Троллейбус ЛАЗ-52522
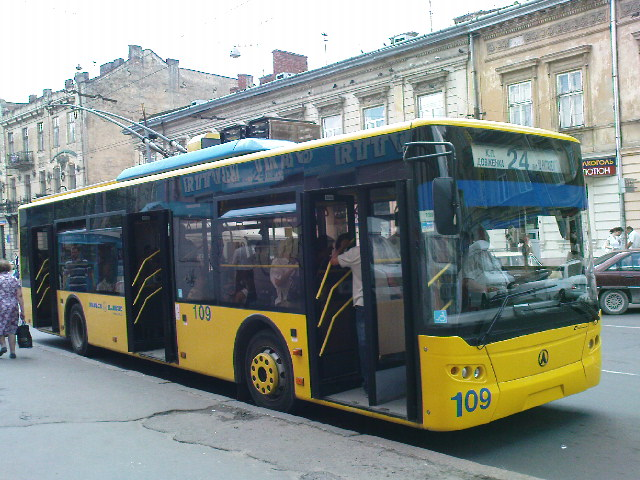
Троллейбус ElectroLAZ-12
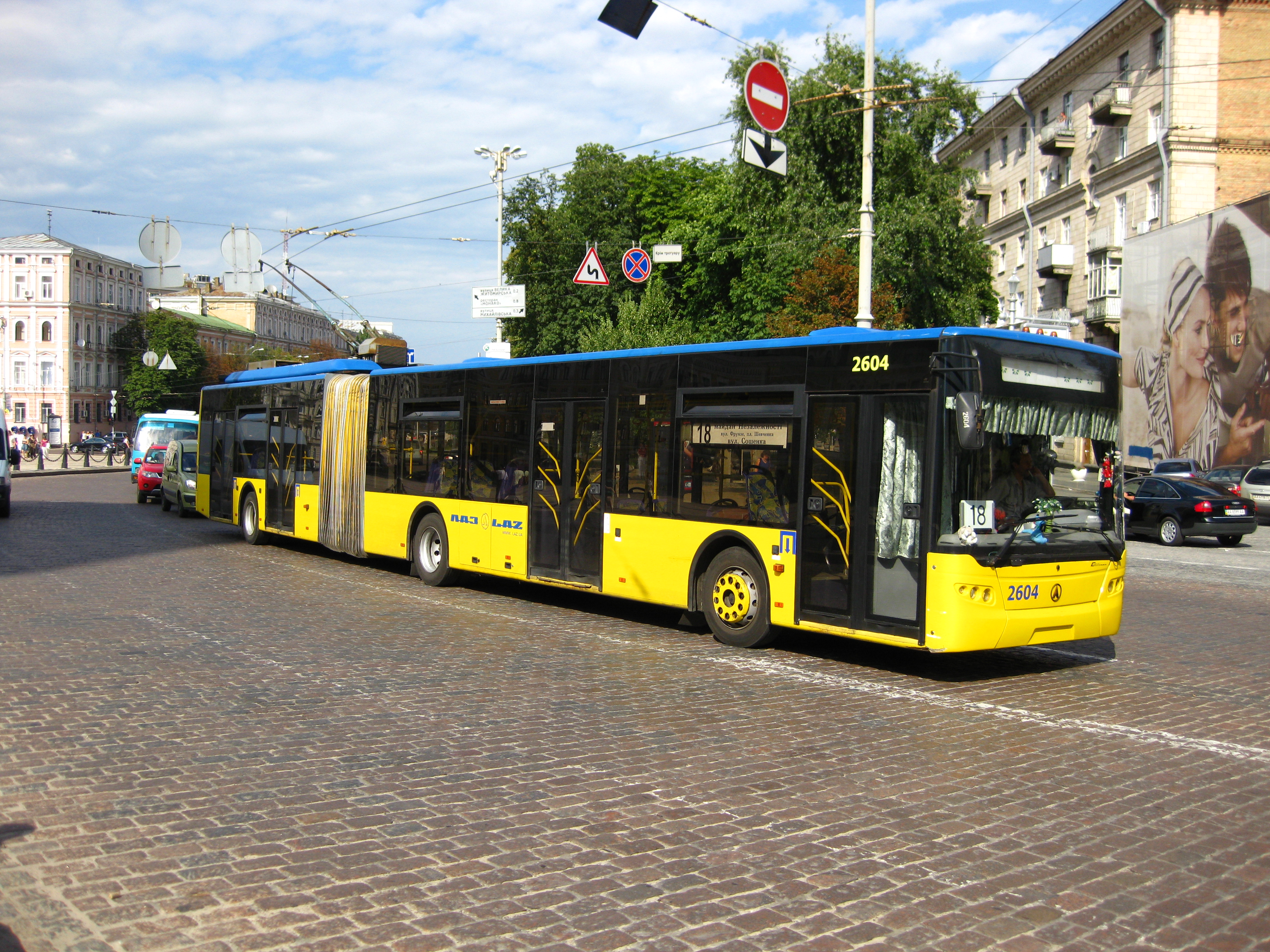
Троллейбус ElectroLAZ-20

### Черкасский автозавод
Автозавод корпорации «Богдан» в Черкасах появился в постсоветское время на базе авторемонтного завода и начал выпускать сначала автобусы малого класса Богдан А092 (по японской лицензии Isuzu), Богдан А201, а затем автобусы большого класса Богдан А144, российские малолитражные легковые автомобили ВАЗ-2110 и корейские легковые автомобили и джипы Hyundai Santa Fe, Matrix, Accent, Tucson, Sonata, Elantra.

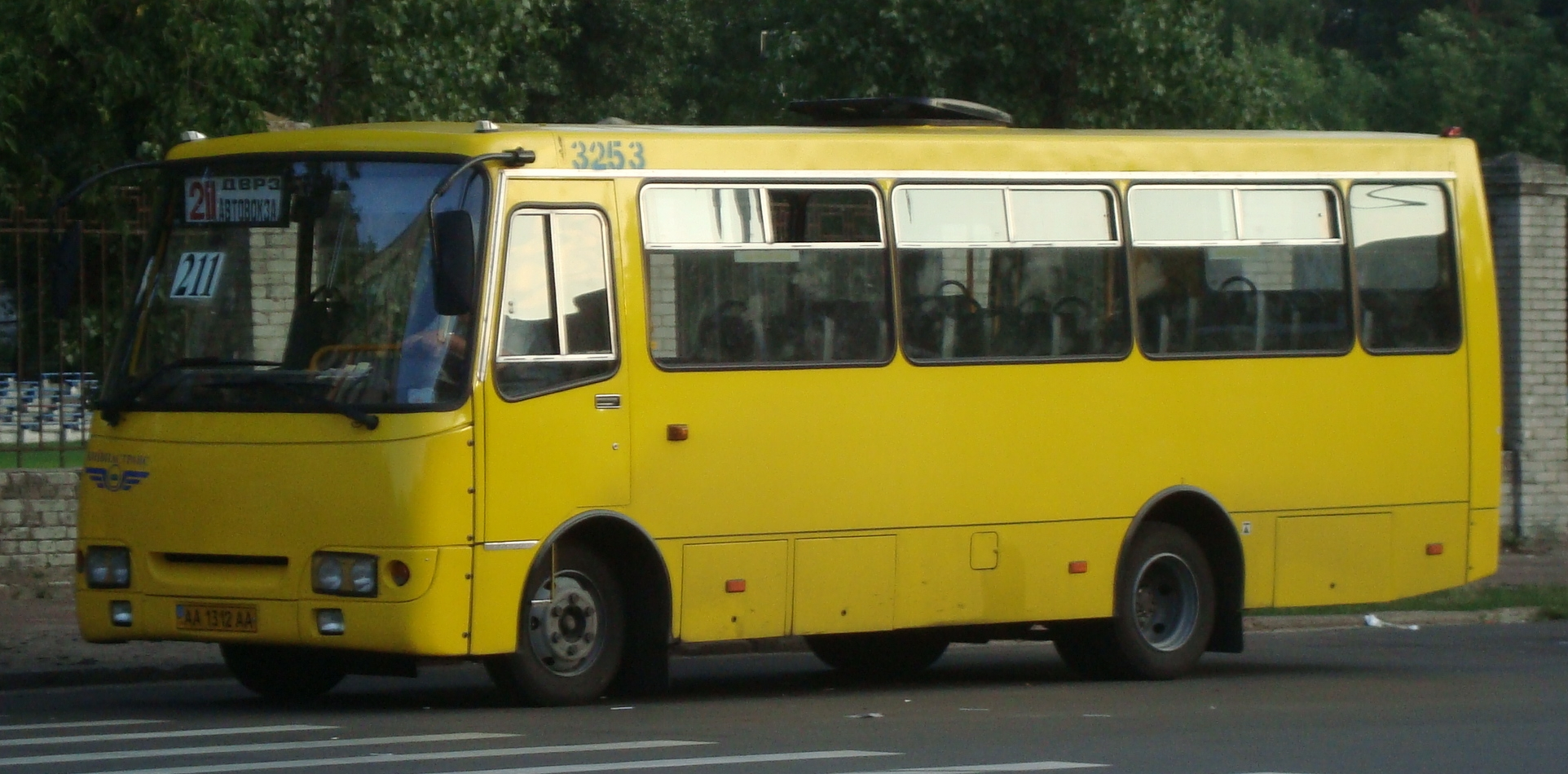
Богдан А092
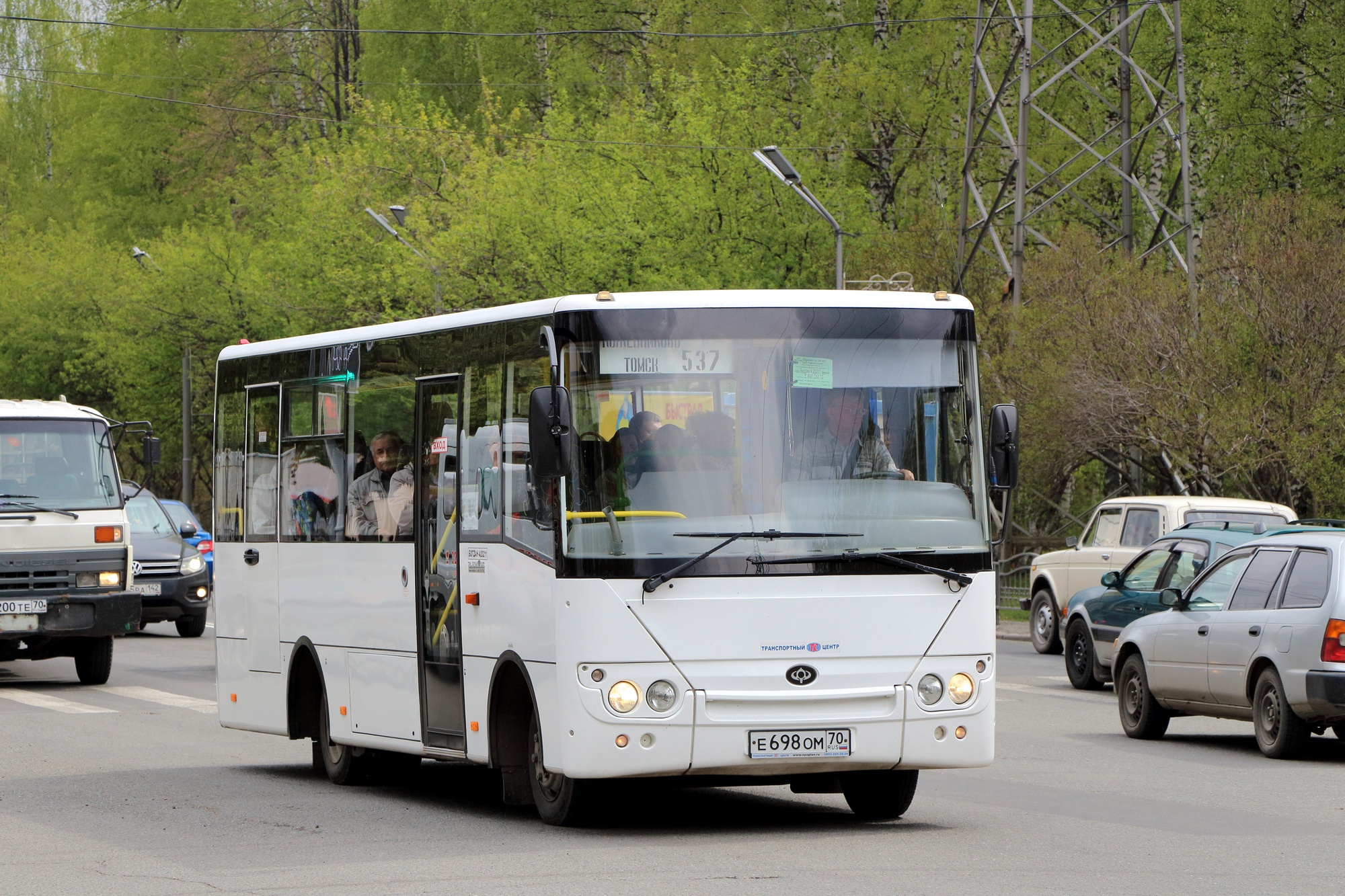
Богдан А201
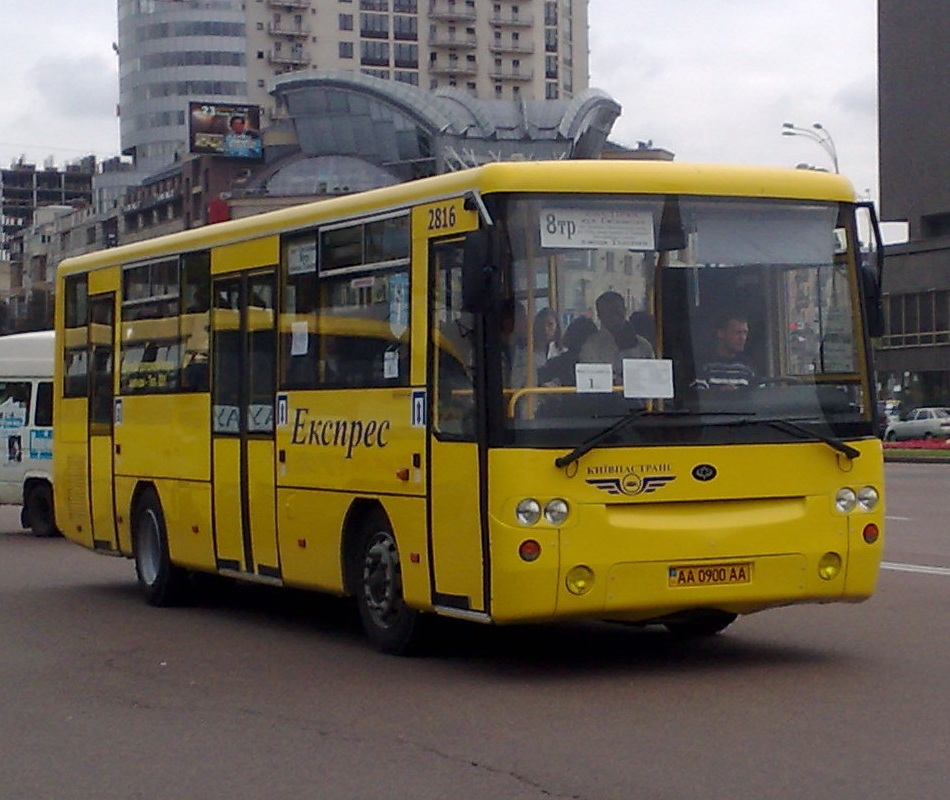
Богдан А144
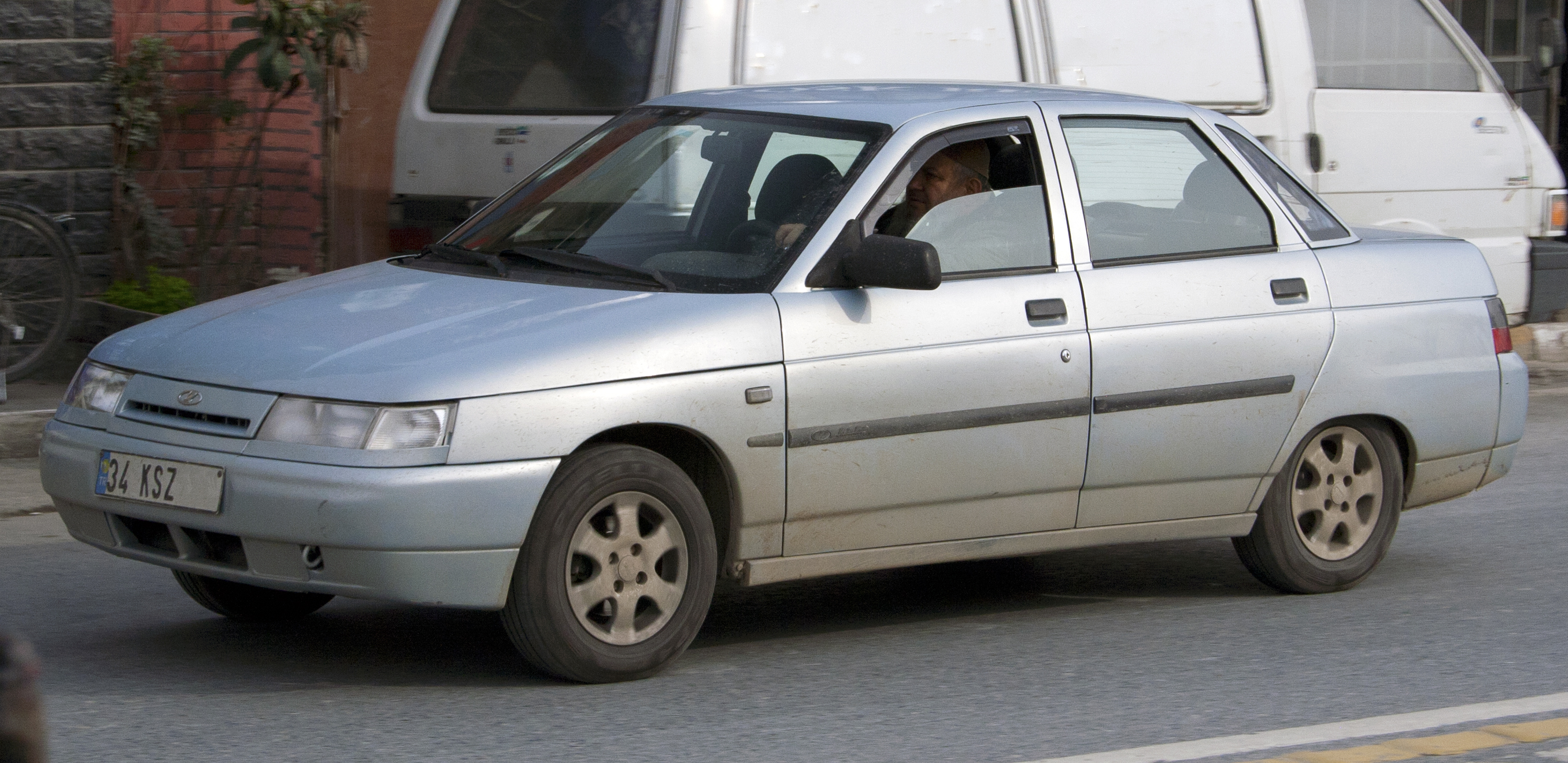
Богдан/ВАЗ-2110

### КрАСЗ
Кременчугский автосборочный завод преобразован из авторемонтного цеха опытно-экспериментального механического завода и в постсоветское время совместно с российским ГАЗом начал выпускать до 6 тыс. в год сначала лёгкие грузовики и микроавтобусы «Газели» и «Соболь», а затем легковые автомобили ГАЗ-3102 и ГАЗ-3110 «Волга», джипы УАЗы, легковые автомобили семейства ВАЗ-2110, корейские джипы SsangYong Rexton, Korando, Kyron, Actyon, китайские лёгкие грузовики FAW, легковые автомобили, джипы и лёгкие грузовики Geely, джипы Great Wall, но, произведя более 50 тыс. машин, обанкротился и закрылся в 2014 г.

### Випос
Автосборочный завод Випос в Херсоне в 2000-е гг. производил крайне ограниченную сборку легковых автомобилей Audi, обанкротился и закрылся.

### БАЗ
Бориспольский автозавод был создан в постсоветское время в составе корпорации «Эталон» и сначала собирал легковые и грузовые автомобили российского ГАЗа, а затем начал мелкосерийное производство по лицензии индийских компаний Tata Motors и Ashok Leyland средних грузовиков «Подорожник» БАЗ Т713, БАЗ Т1116, БАЗ Т1618, созданных на их базе автобусов малого БАЗ А079 «Эталон»/«Пролески», БАЗ-А081 «Волошка»/«Троянда», большого БАЗ-А111 «Ромашка», БАЗ-А148 «Соняшник» классов и единичные другие модели автобусов, а также разрабатывал автобусы для Черниговского автозавода. С 2017 года завод не выпустил ни одной машины. В 2023 году был ликвидирован.

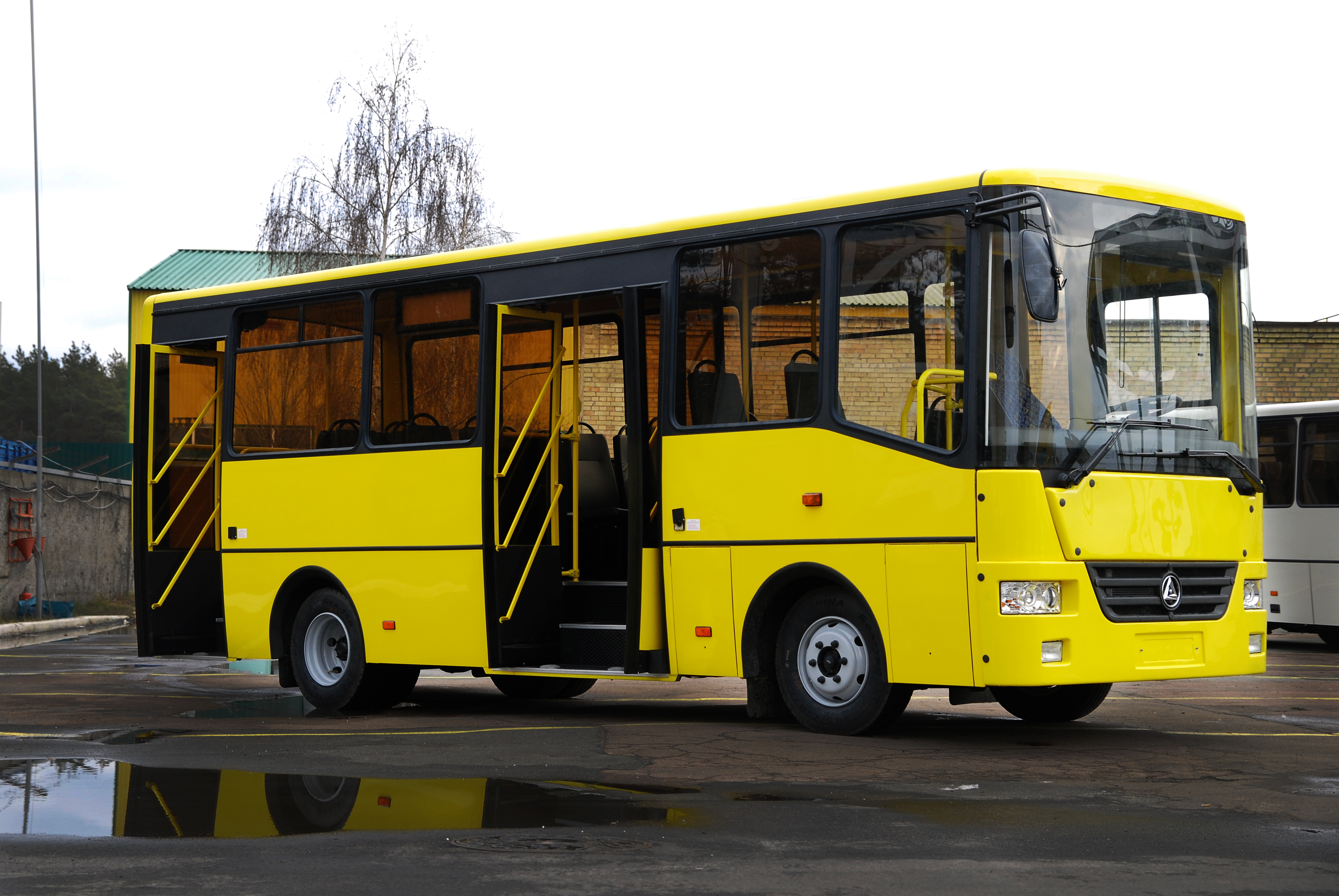
БАЗ-А081.10
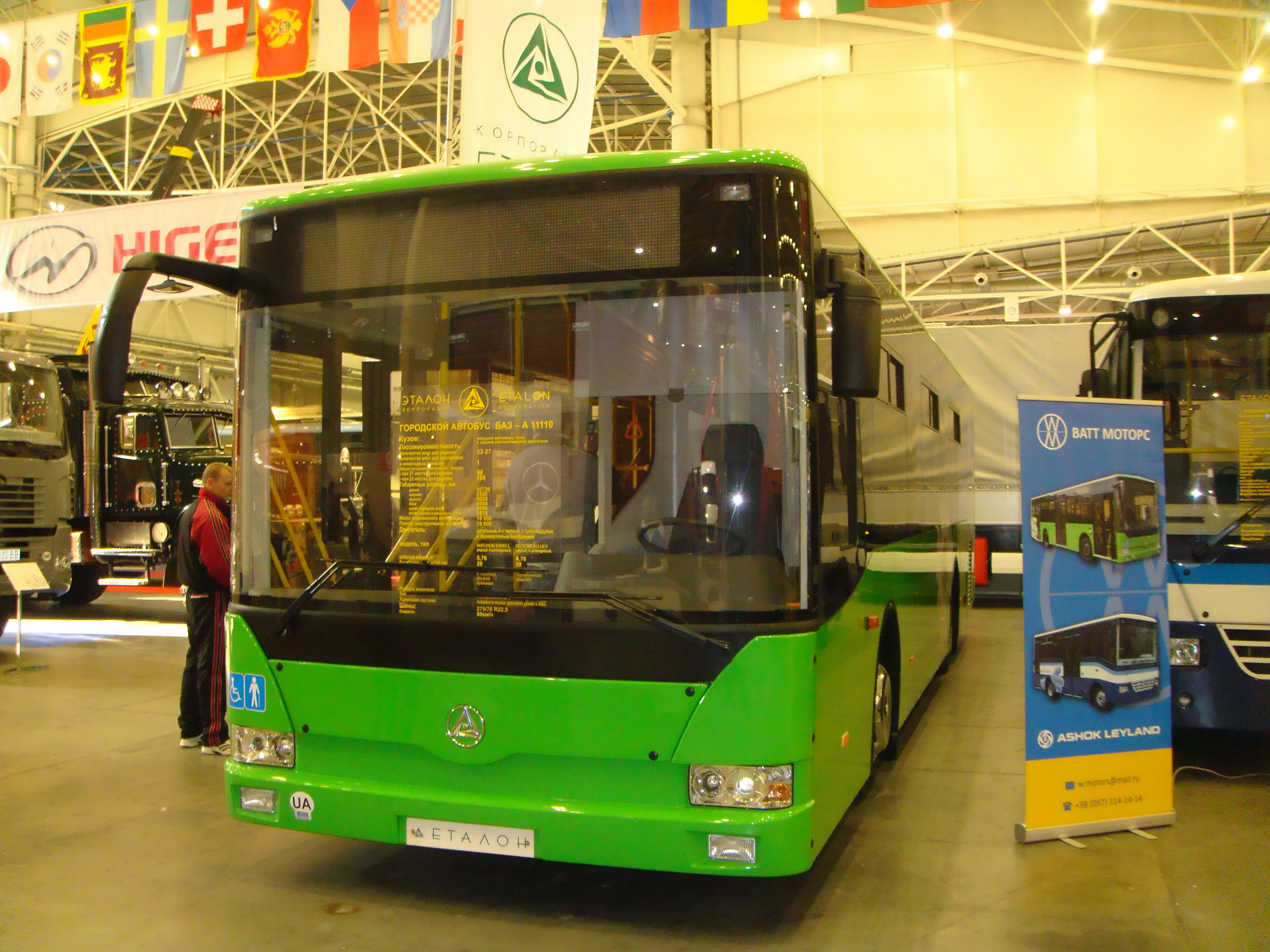
БАЗ-А11110
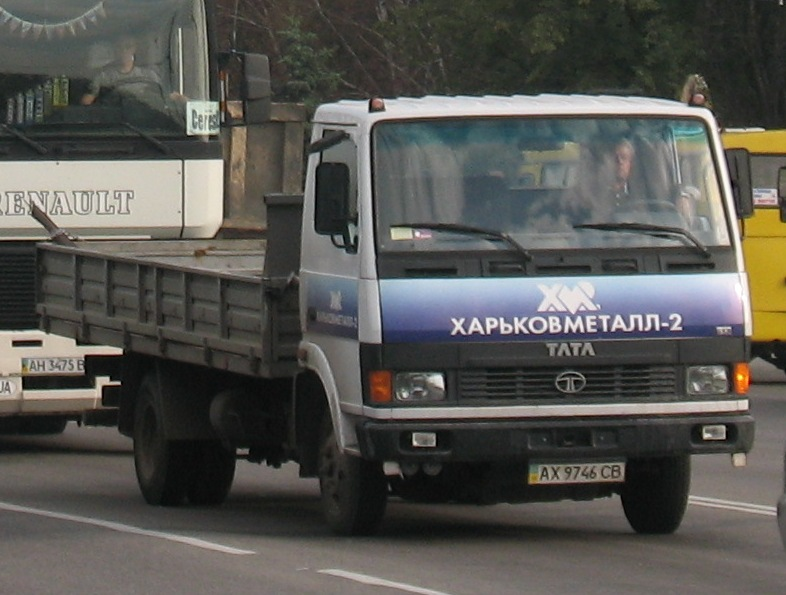
БАЗ Т713
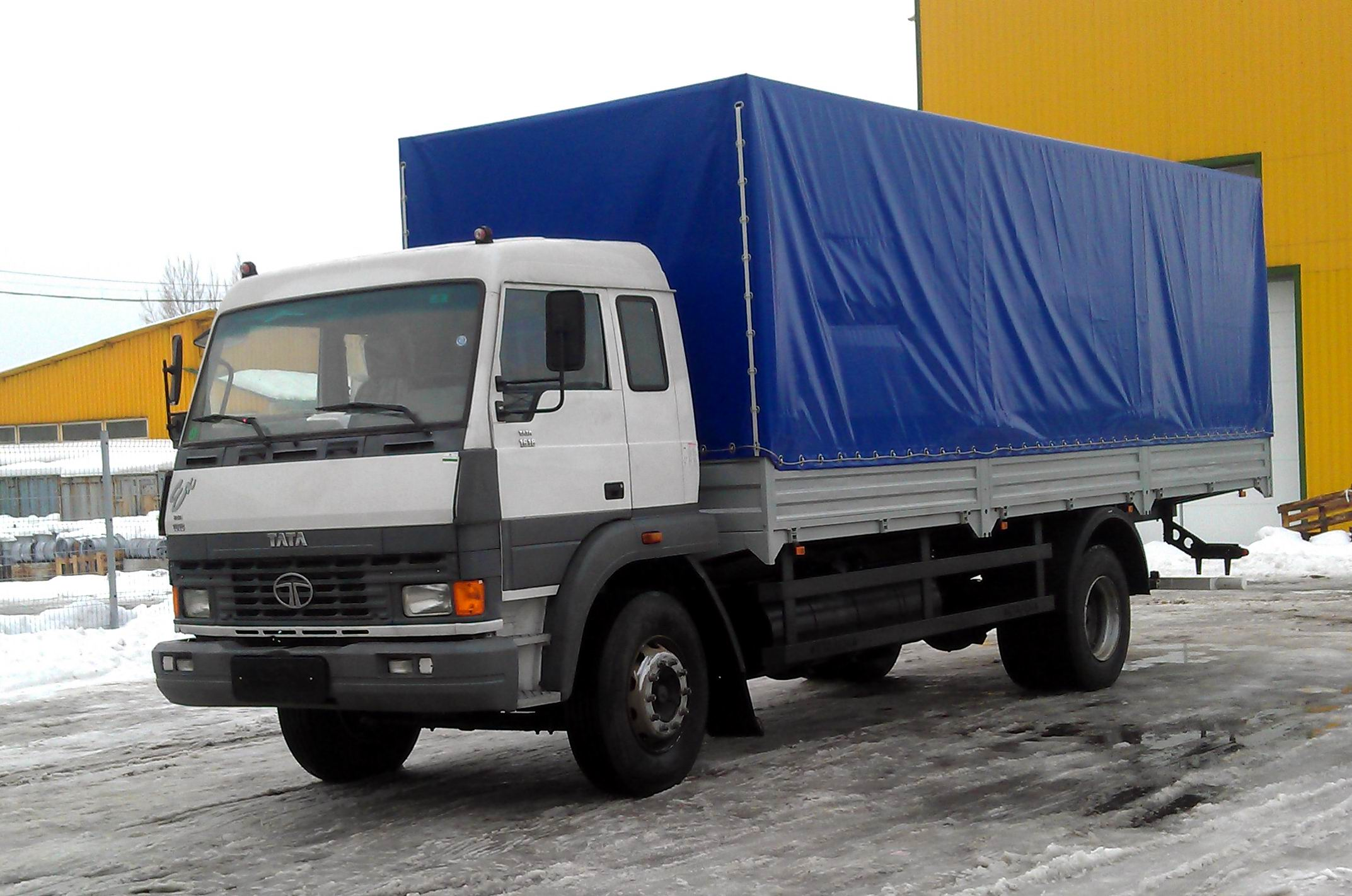
БАЗ Т1618

### ЧАЗ
Черниговский автозавод был создан в постсоветское время в составе корпорации «Эталон» на базе завода автозапчастей (филиала российского ГАЗа) и мелкосерийно выпускает микроавтобусы БАЗ 2215 «Дельфин», автобусы малого БАЗ-А079 «Эталон», ЧАЗ-А074 «Чернобривец», среднего ЧАЗ-А083 «Мак», БАЗ-А081 «Волошка», БАЗ А142, большого БАЗ-А148 «Соняшник» классов и троллейбусы ЧАЗ Т12110 «Барвинок», БКМ-321 (белорусские).

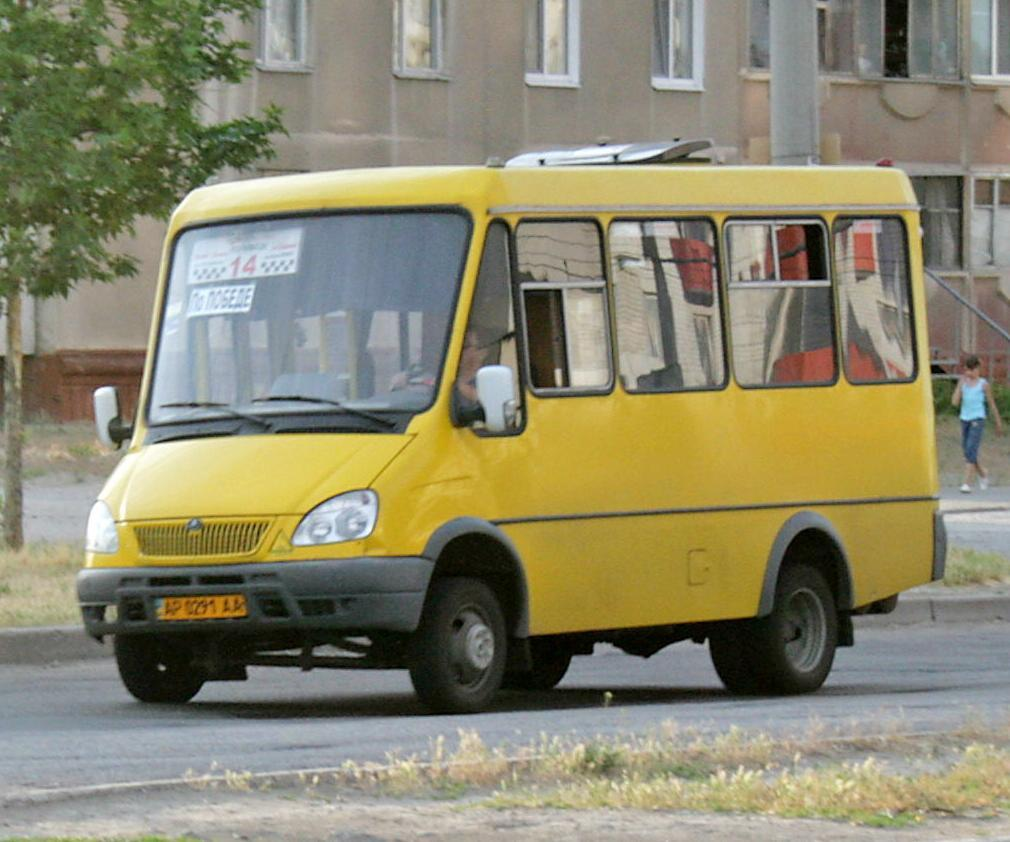
БАЗ 2215
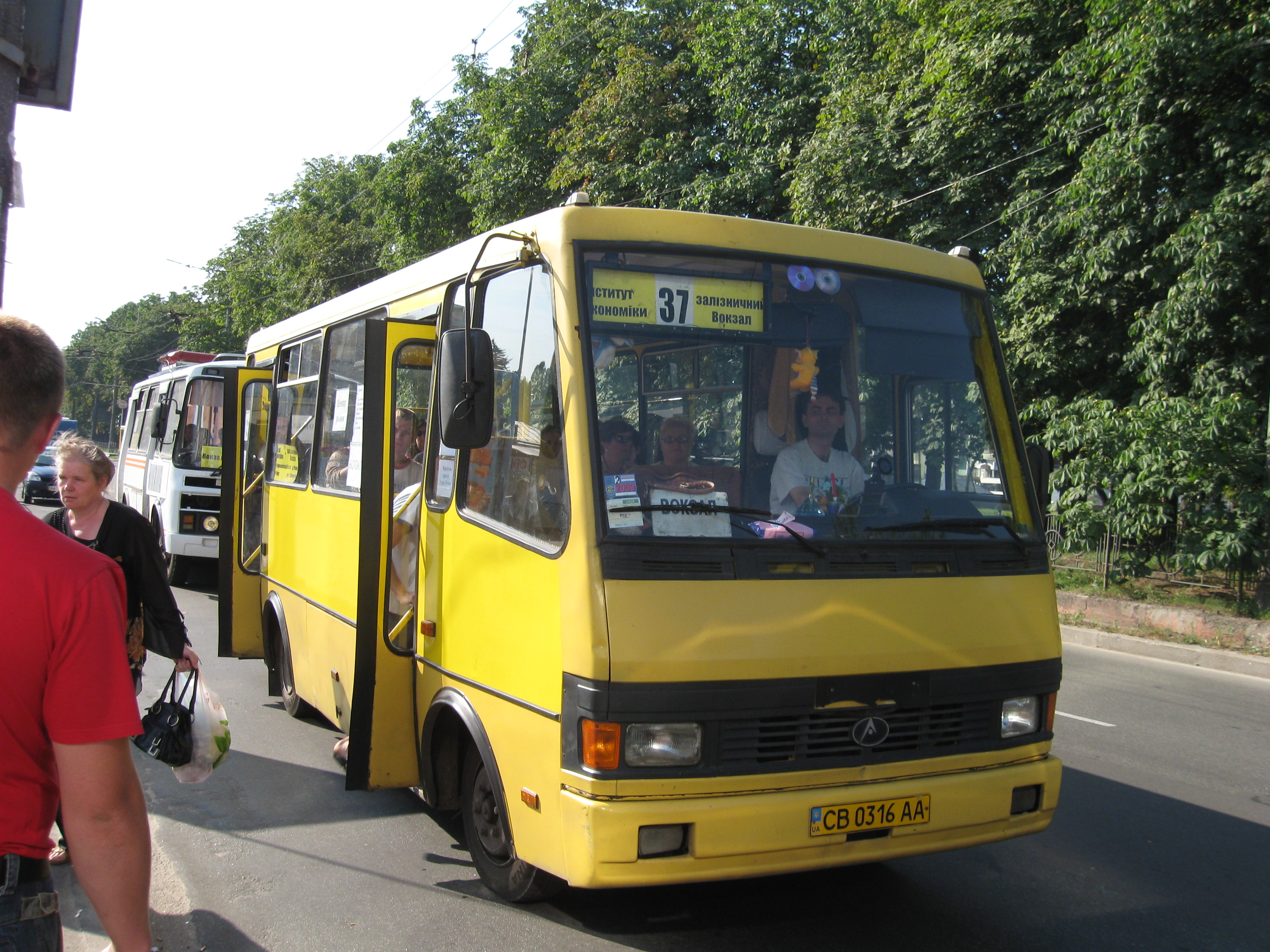
БАЗ А079
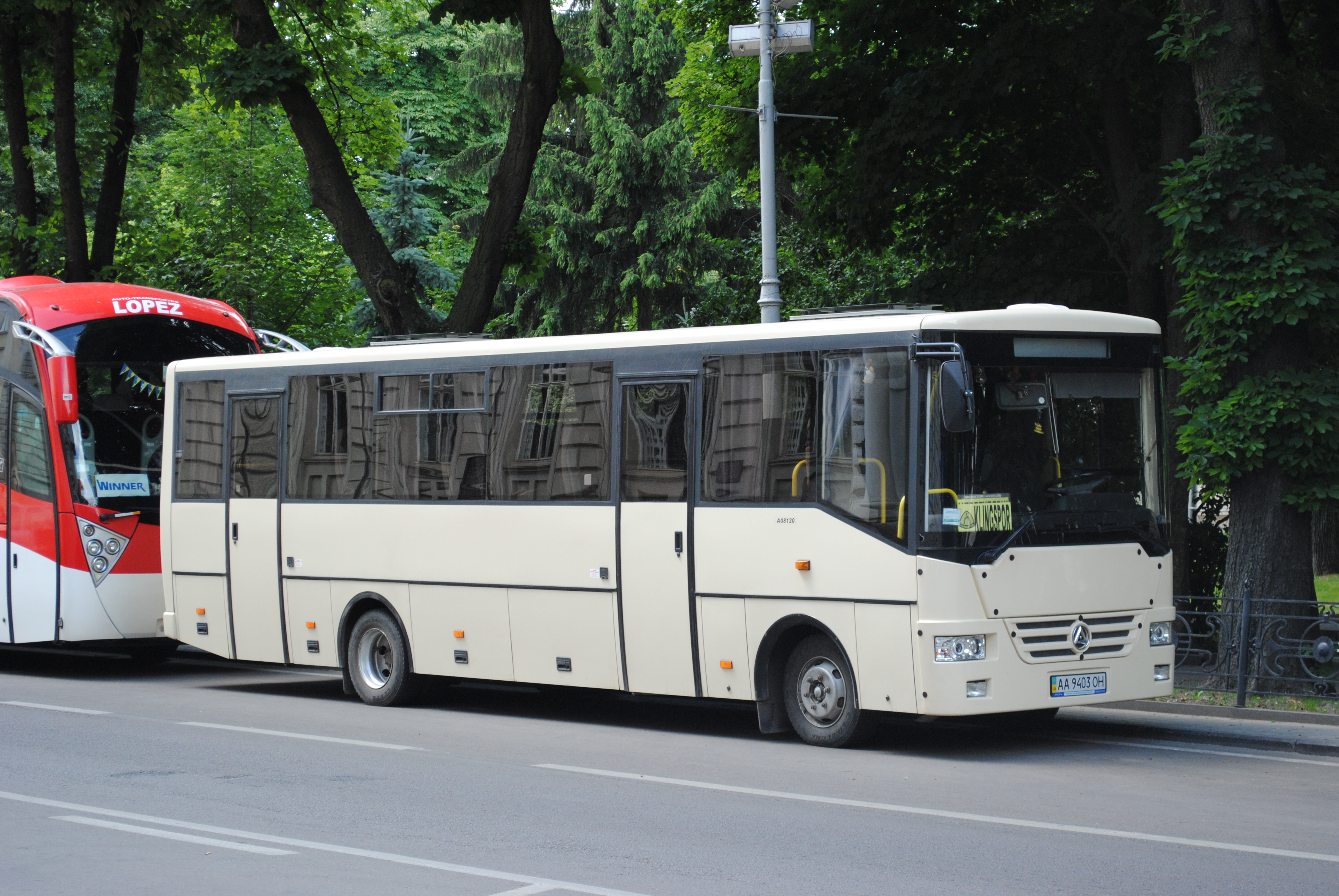
БАЗ-А081.20
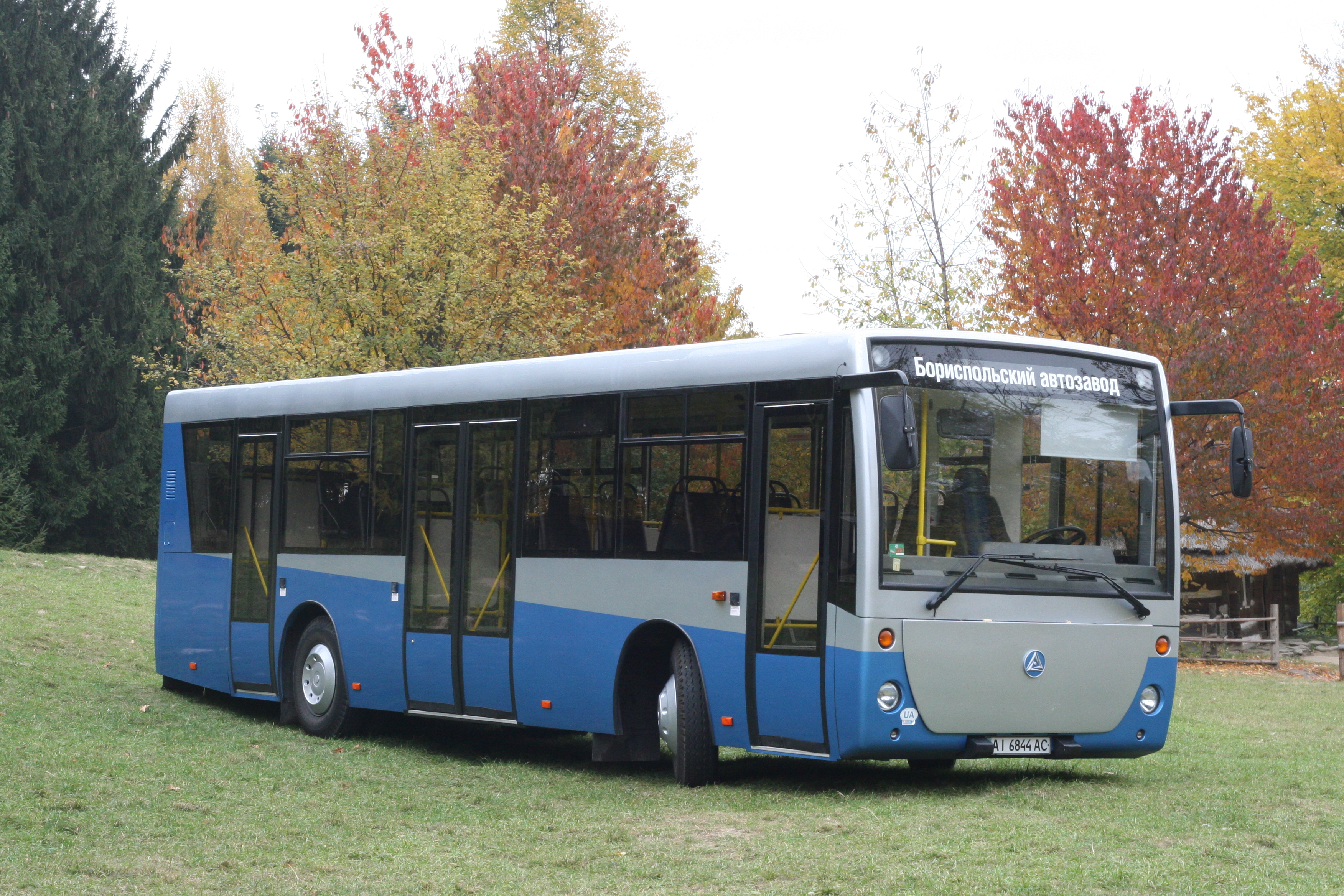
БАЗ-А148

### ДАЗ
Днепровский автобусный завод в Каменском (ранее Днепродзержинск) создан в постсоветское время на базе авторемонтного завода, входит в концерн ЛАЗ и освоил производство мелкими сериями автобусов ДАЗ-3220 «Дніпро», ЛАЗ-695Н, CityLAZ-12, а также машин скорой помощи на базе французского минифургона Renault Master.

### ЧРЗ
Часовоярский ремонтный завод ещё в конце СССР начал мелкосерийный выпуск малых автобусов ТС-3966. В постсоветское время завод начал мелкосерийное производство на базе российского ГАЗ-3302 микроавтобусов СПВ-15, СПВ-17 и микрофургонов, а также машин скорой помощи и других спецавтомобилей на их базе. Затем на базе шасси удлинённого ГАЗ-3302 и Ford Transit стали производиться несколько моделей малых автобусов Рута.

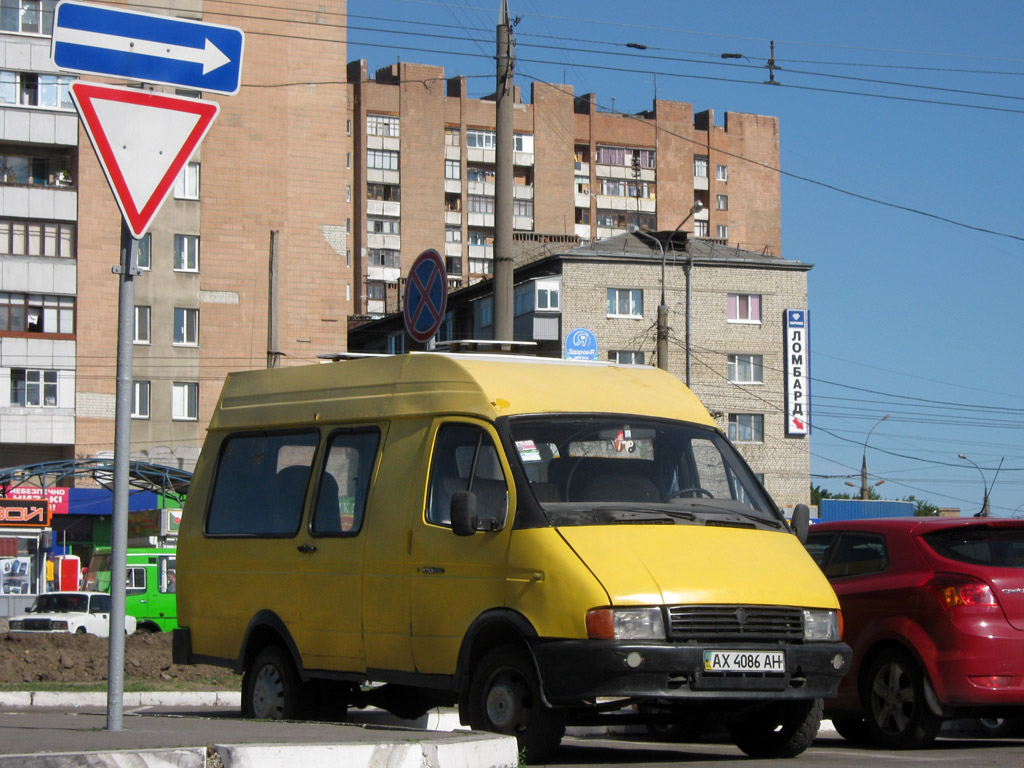
СПВ-15
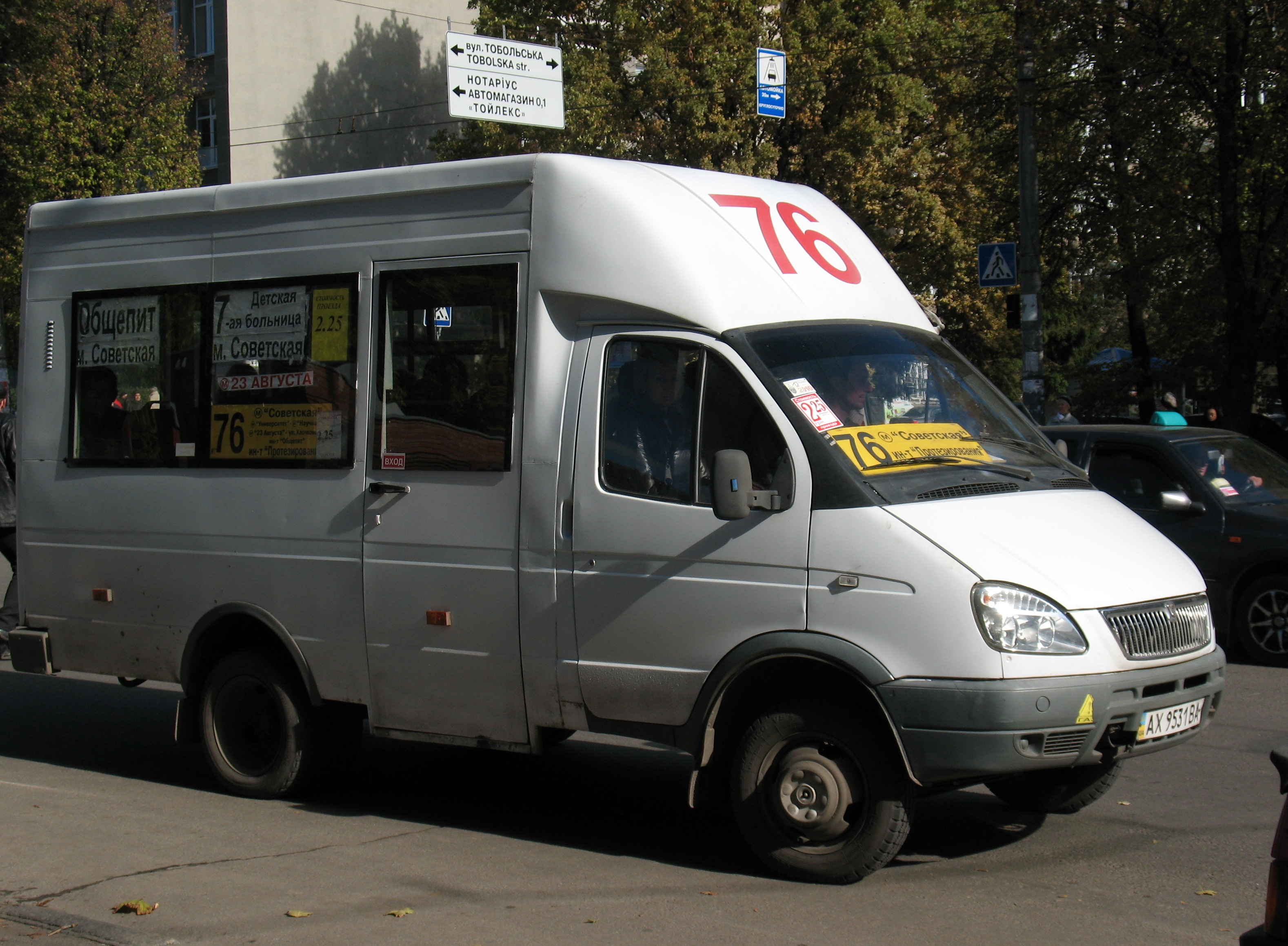
СПВ-17
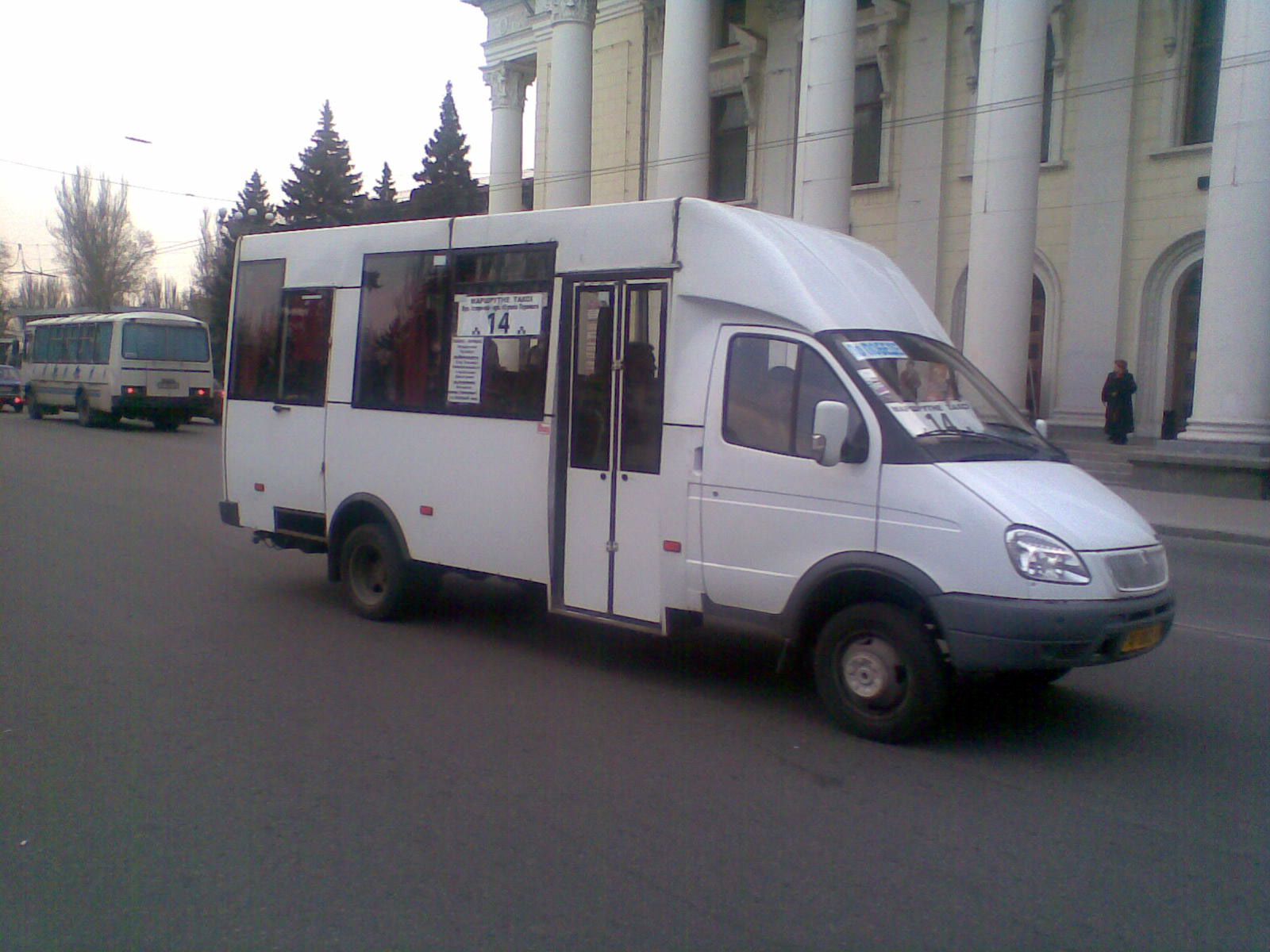
Рута-22
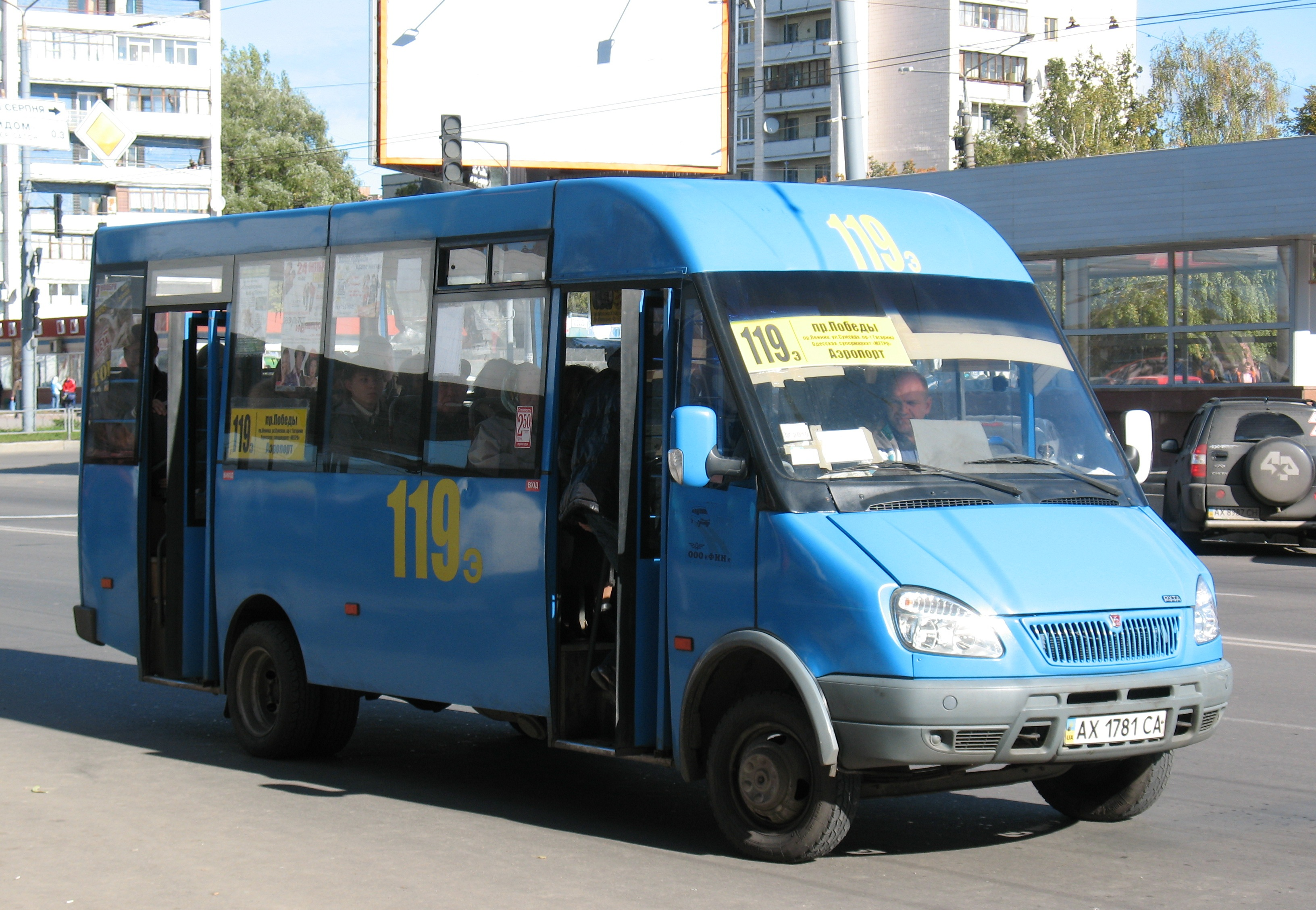
Рута-25

### XАРЗ
Харьковский автомобильный ремонтный завод при СССР ремонтировал и модернизировал военную гусеничную технику и трактора, а в постсоветское время некоторое время производил мелкими партиями автобусы большого класса ХАРЗ-5259, Скиф-5204, ТУР А-061, а затем вновь сосредоточился на ремонте военной и гражданской автомобильной и тракторной техники.

### ЮМЗ
Известный ранее производством ракет и космических двигателей машиностроительный концерн Южмаш в Днепре (ранее Днепропетровск) в постсоветское время также освоил мелкосерийный выпуск автобусов А186, троллейбусов ЮМЗ-Т1, ЮМЗ-Т103, ЮМЗ-Т2, ЮМЗ Е186 и трамваев.

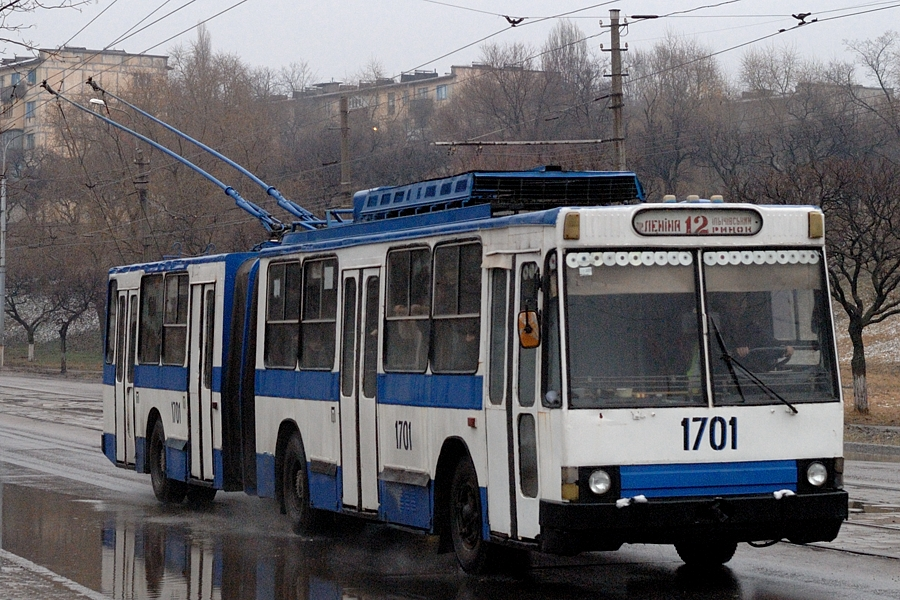
Троллейбус ЮМЗ-Т1
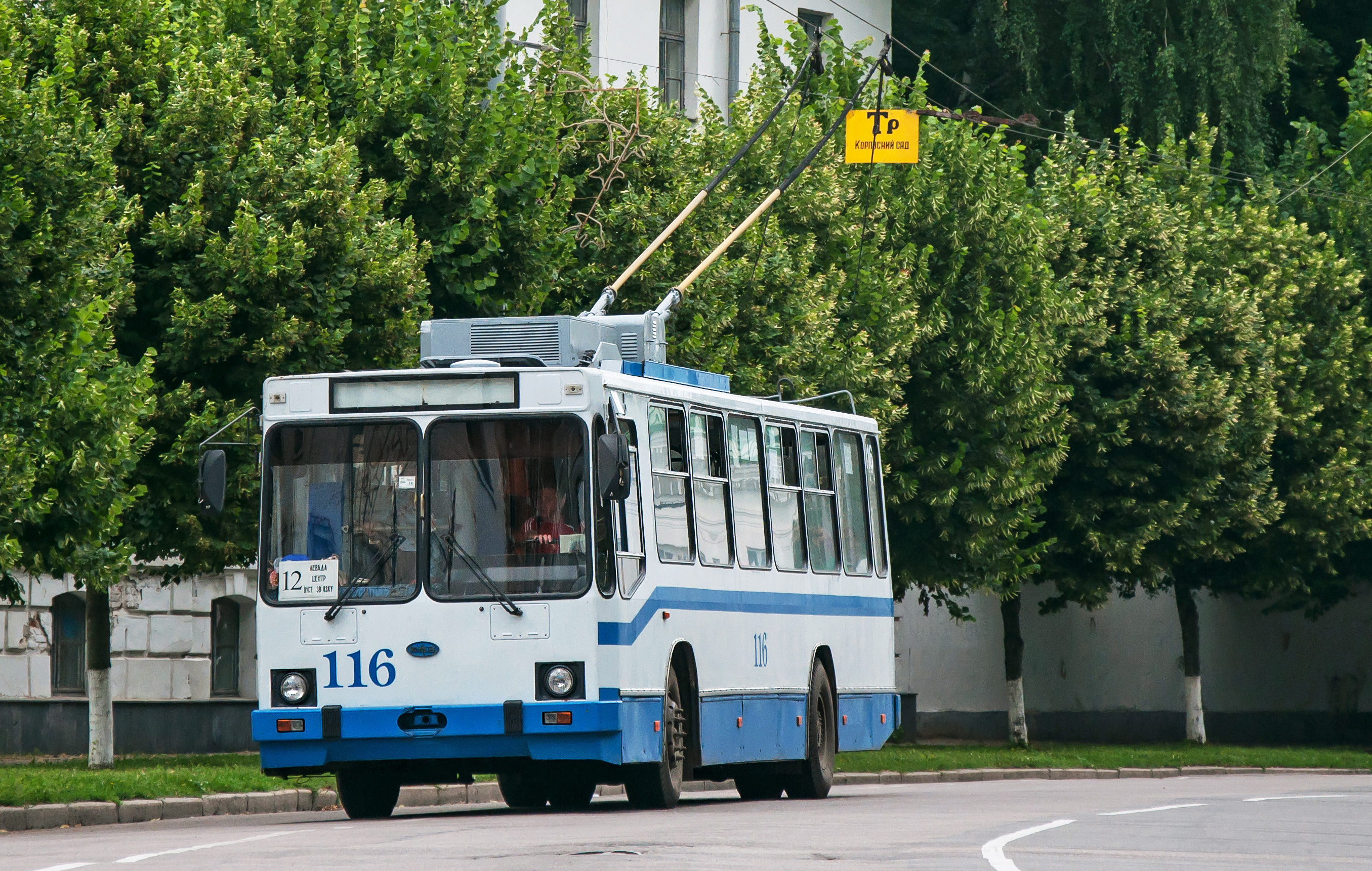
Троллейбус ЮМЗ-Т2
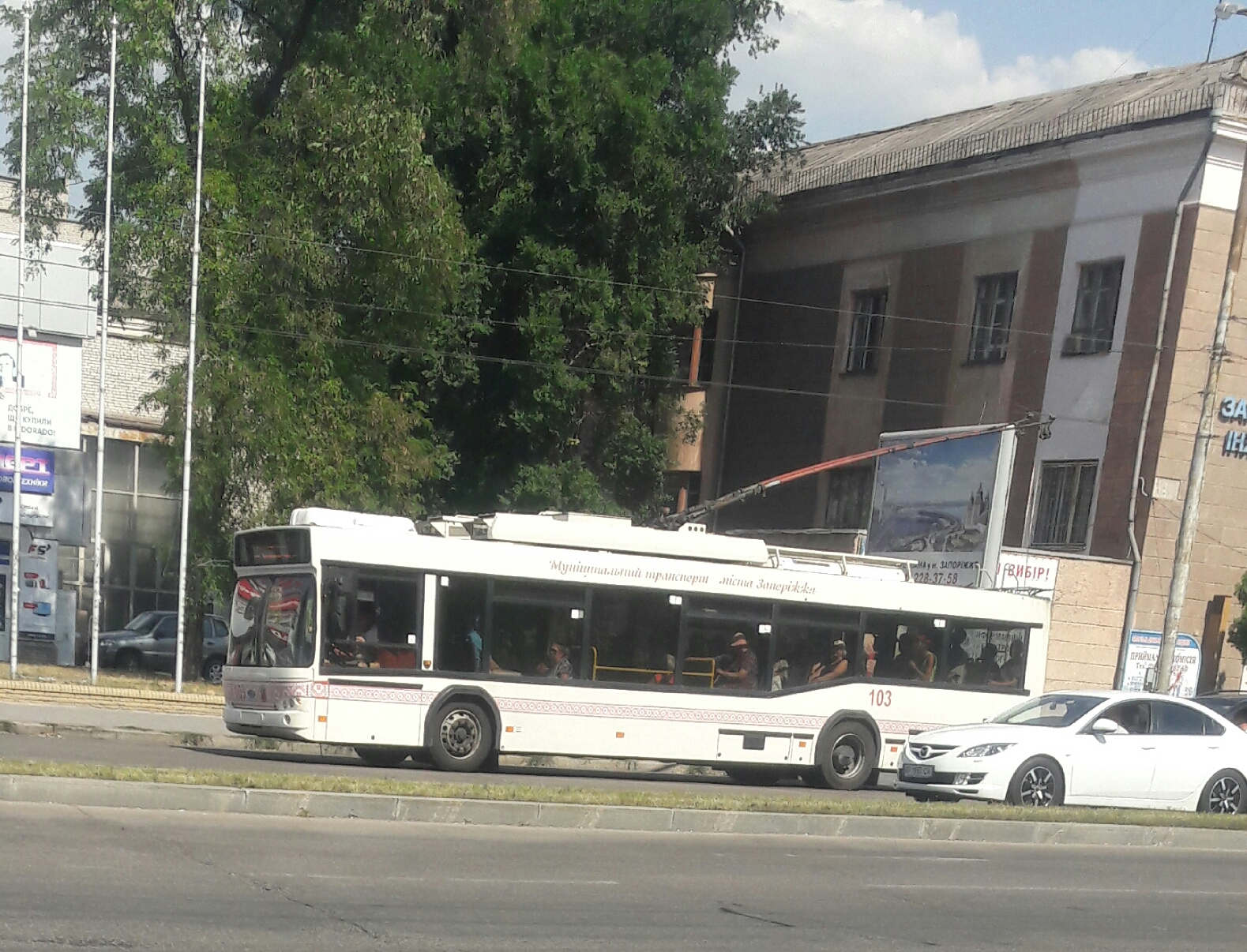
Троллейбус ЮМЗ-Т103
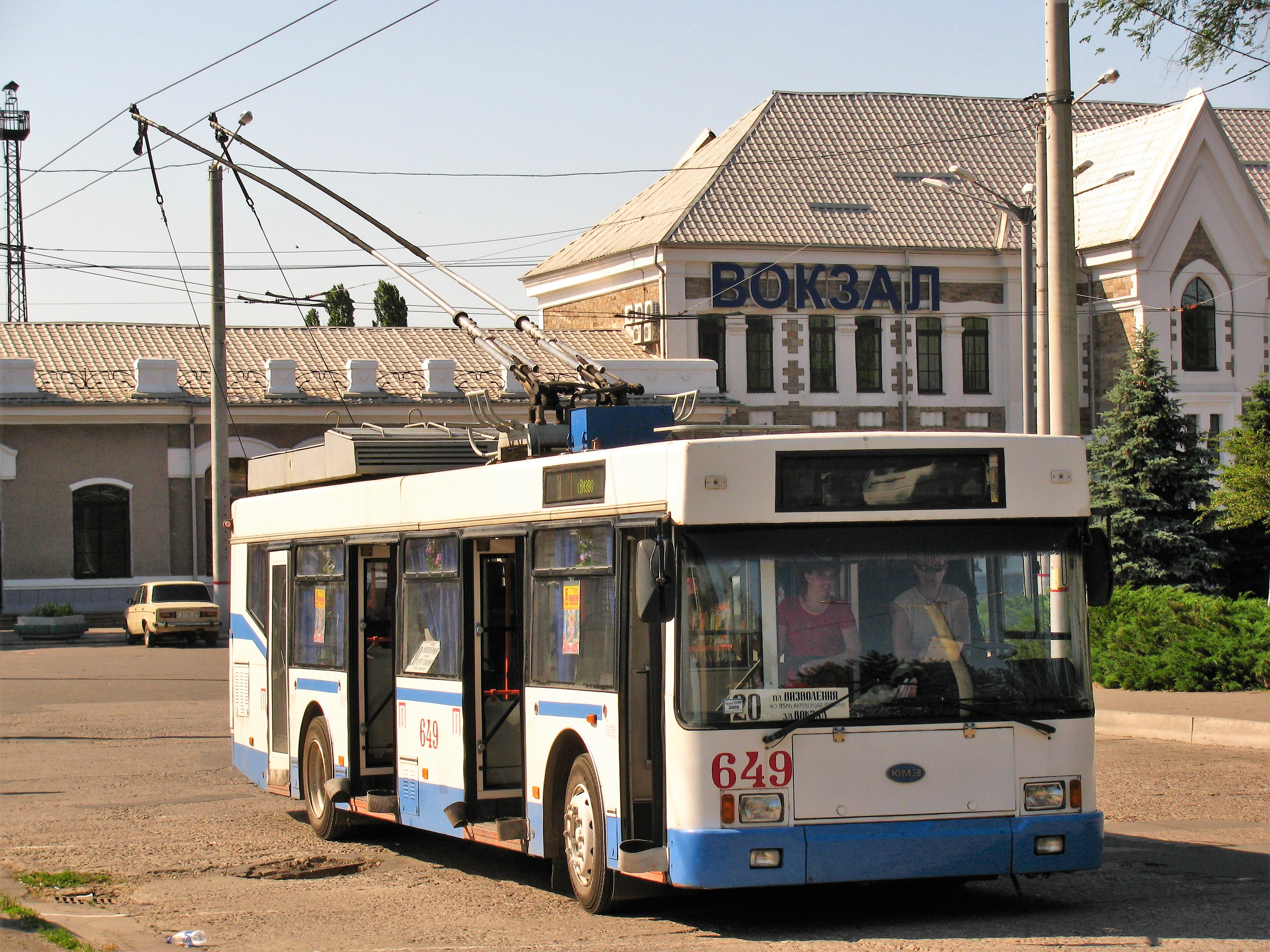
Троллейбус ЮМЗ Е186

### Электрон
Предприятия «Электронтранс» и «Электронмаш» созданного в постсоветское время на базе бывшего Львовского телевизионного завода концерна «Электрон» среди прочей электроприборной и машиностроительной продукции выпускают в небольших количествах автобусы, электробусы, троллейбусы, трамваи и малые специальные коммунальные грузовики.

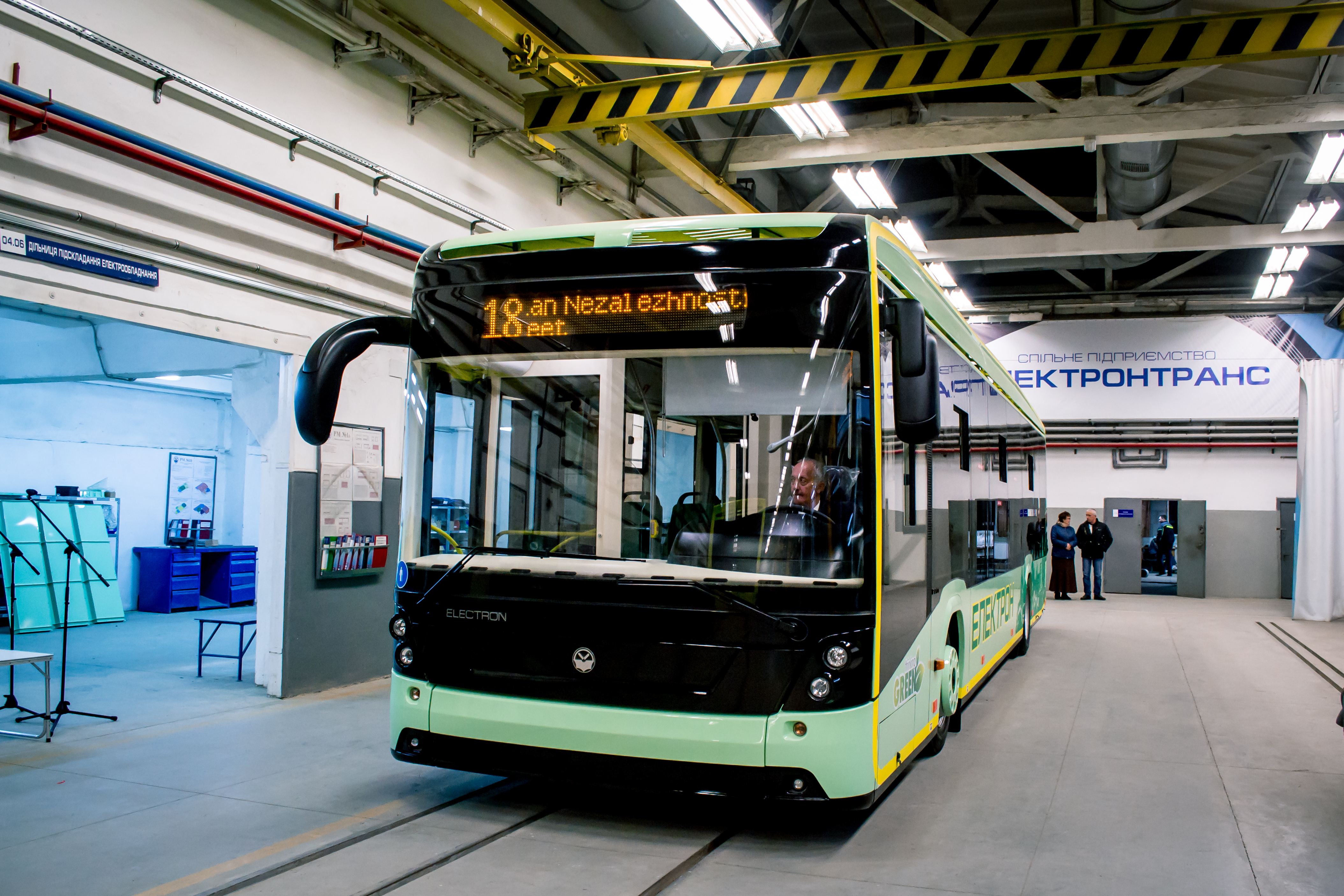
Электробус Электрон Е19
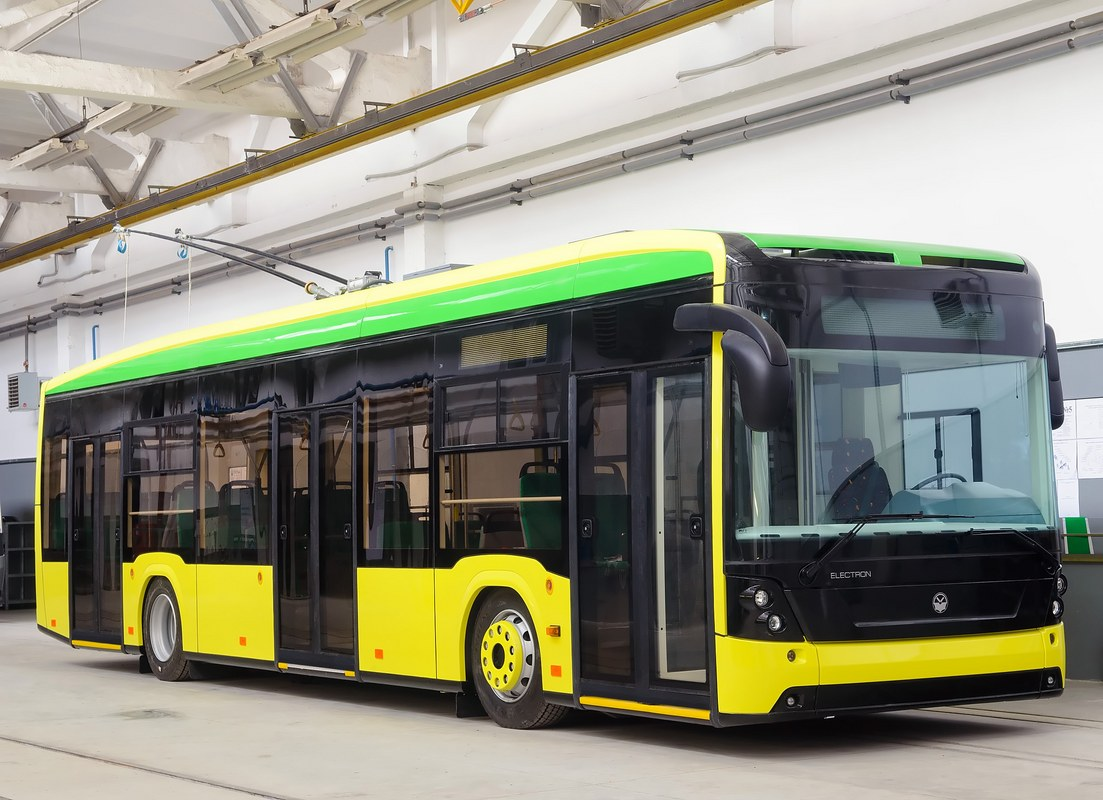
Троллейбус Электрон Т19
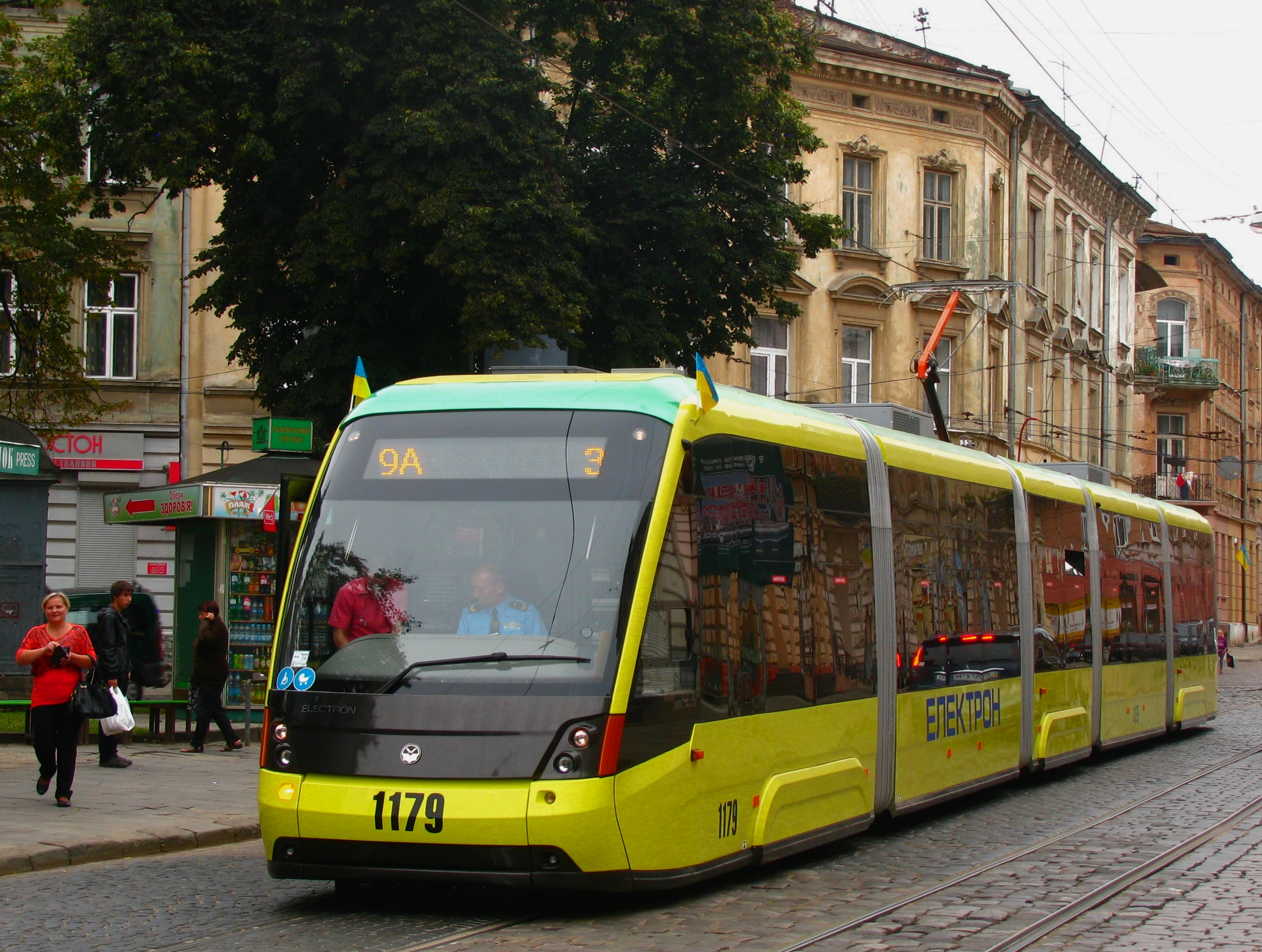
Трамвай Электрон T5L64
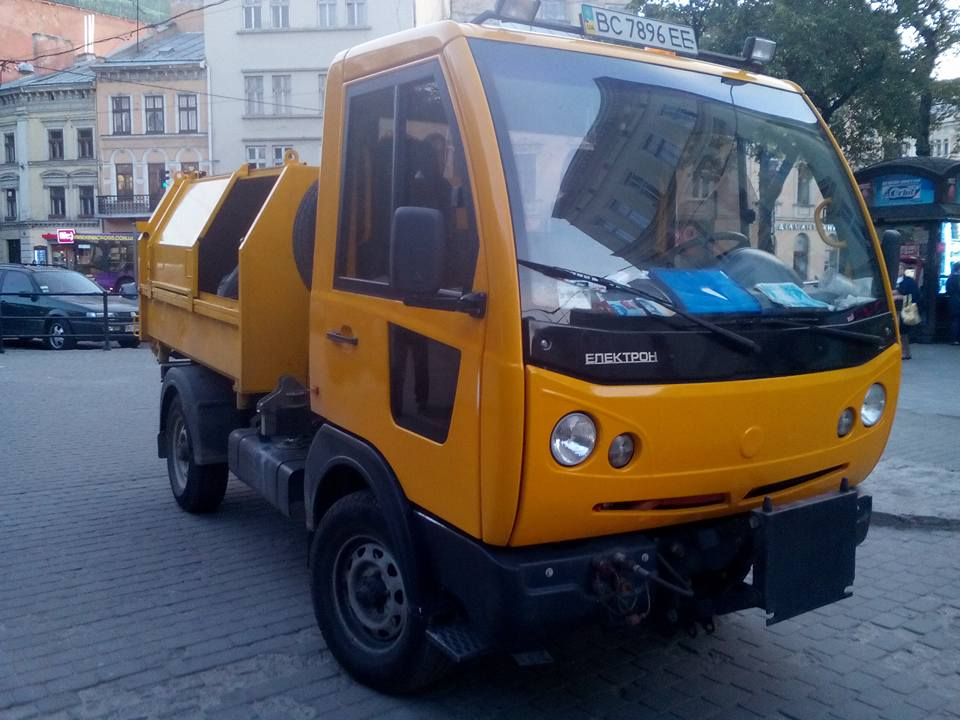
Электрон ЕМ-С320.12

### Практика

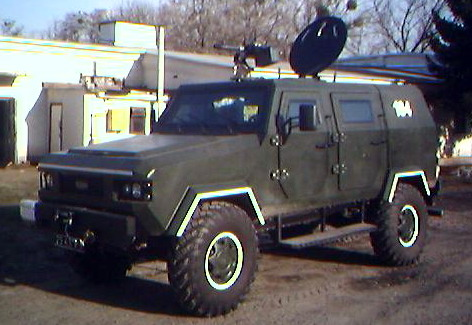
Бронеавтомобиль «Казак»

НПО «Практика» в Киеве в постсоветское время производит мелкими сериями лёгкие бронеавтомобили «Казак».

## Статистика производства
| год  | легковые автомобили | автобусы | грузовые автомобили | всего  |
| ---- | ------------------- | -------- | ------------------- | ------ |
| 1991 |                     |          |                     | 193    |
| 1992 |                     |          |                     | 177    |
| 1993 |                     |          |                     | 172    |
| 1994 |                     |          |                     | 109    |
| 1995 |                     |          |                     | 67,4   |
| 1996 |                     |          |                     | 12,1   |
| 1997 |                     |          |                     | 7,1    |
| 1998 |                     |          |                     | 33     |
| 1999 |                     |          |                     | 19,5   |
| 2000 |                     |          |                     | 31,9   |
| 2001 |                     |          |                     | 35,4   |
| 2002 |                     |          |                     | 48,1   |
| 2003 | 98,3                | 2,6      | 4,7                 | 105,6  |
| 2004 | 174                 | 2,6      | 10,9                | 187,5  |
| 2005 | 192                 | 4,7      | 14                  | 210,7  |
| 2006 | 267                 | 7,7      | 12,1                | 286,8  |
| 2007 | 380                 | 9,1      | 11,4                | 400,5  |
| 2008 | 402                 | 10,2     | 11,8                | 424    |
| 2009 | 65,7                | 1,3      | 2,3                 | 69,3   |
| 2010 | 75,3                | 2,7      | 4,9                 | 82,9   |
| 2011 | 97,4                | 3,4      | 3,3                 | 104,1  |
| 2012 | 69,687              | 3,359    | 3,235               | 76,281 |
| 2013 | 45,758              | 2,479    | 2,212               | 50,449 |
| 2014 | 25,941              | 0,906    | 1,904               | 28,751 |
| 2015 | 5,654               | 0,874    | 1,716               | 8,244  |
| 2016 | 4,34                | 0,321    | 0,603               | 5,264  |
| 2017 | 7,296               | 0,804    | 0,486               | 8,586  |
| 2018 | 5,66                | 0,831    | 0,132               | 6,623  |

## Международное сотрудничество
Украина является членом Международной организации производителей автотранспорта (OICA).